# Über Wasser Gehen

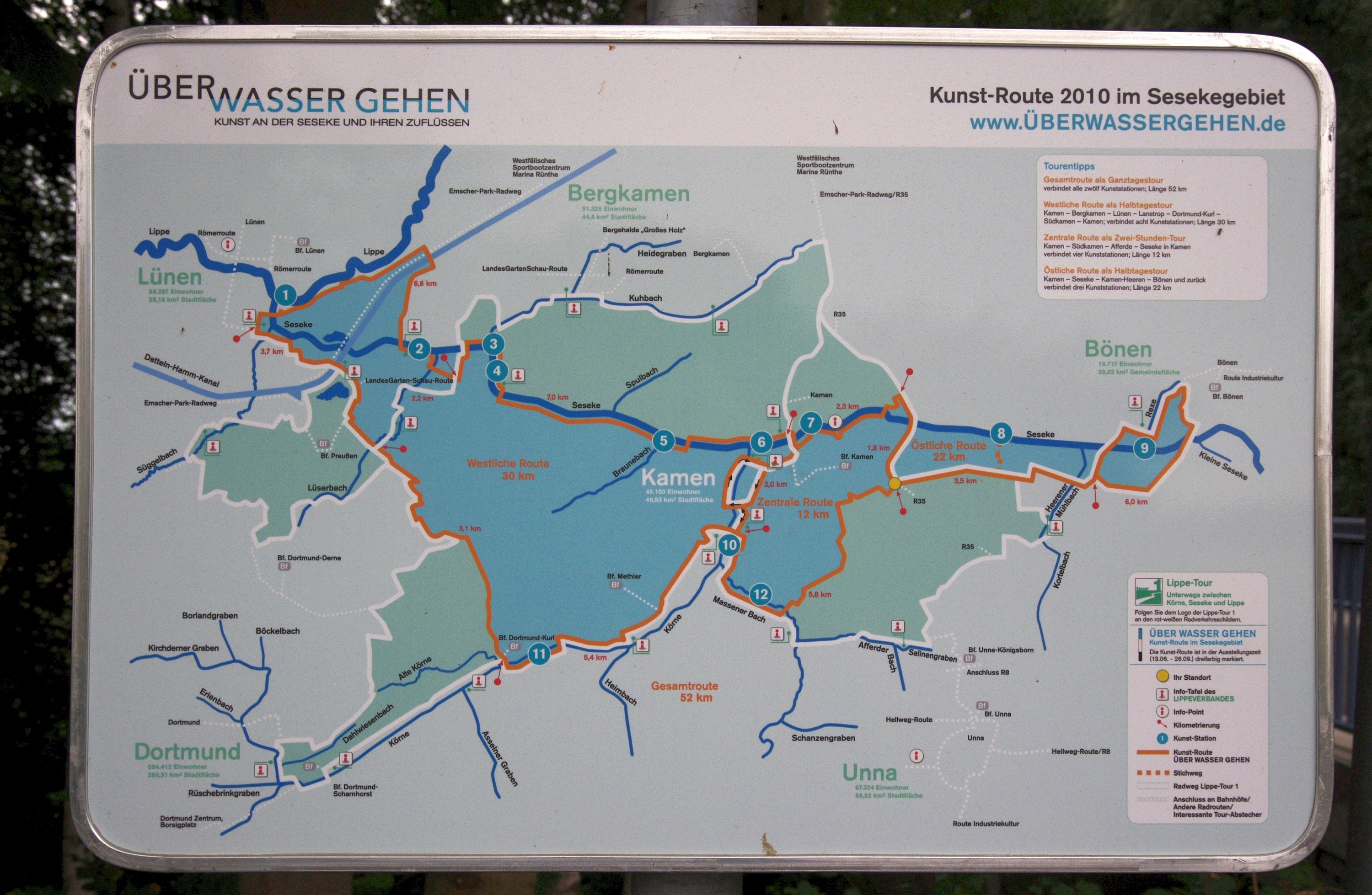
Infotafel mit Lageplan des Projektes

Das Kunstprojekt Über Wasser Gehen (Eigenschreibweise ÜBER WASSER GEHEN) begleitet die Renaturierung der Seseke und ihrer Nebenflüsse im Kulturhauptstadtjahr 2010 im Ruhrgebiet. Zwölf international bekannte Künstler initiieren jeweils ein Projekt am oder im Flusslauf. Es handelt sich dabei um temporäre und permanente Installationen, teilweise besteht die Möglichkeit zur Teilnahme am künstlerischen Prozess. Der offizielle Ausstellungszeitraum lief vom 13. Juni bis zum 26. September 2010.
Die Seseke ist ein Nebenfluss der Lippe im Großraum Dortmund und Kreis Unna. Sie wird seit 2009 durch den Lippeverband vom Abwasserkanal zum naturnahen Fluss zurückgebaut. Das Abwasser wird bereits seit ein paar Jahren durch unterirdische Kanäle getrennt zu den Klärwerken geführt und dort gereinigt in die Nebenflüsse Körnebach und Rexebach gepumpt. Für den Rückbau werden die Betonplatten aus dem Flussbett entfernt, die Ufer abgeflacht und ein geschwungener Lauf modelliert. Dieser Transformationsprozess wird durch das Kunstprojekt Über Wasser Gehen begleitet. Die Seseke rückt ins Bewusstsein der Bevölkerung, die aktiv durch Mitgestaltungsmöglichkeiten in einzelnen Teilprojekten und passiv durch Besichtigungsangebote (geführte Touren, neuer Radweg) einbezogen wird. Es ist damit ein Schwesterprojekt der Emscherkunst.2010.
Am Projekt beteiligt sind die Städte Lünen, Bergkamen, Kamen, Bönen, Unna, Dortmund sowie der Kreis Unna. Der Lippeverband hat das Projekt gestartet und wird die permanenten Kunstwerke über den Projektzeitraum hinweg unterhalten. Die Ruhr.2010 und das Umweltschutzministerium des Landes Nordrhein-Westfalen fördern das Projekt.
Projektautorin und Kuratorin ist Billie Erlenkamp. Sie hat Künstler aus Deutschland, den Niederlanden, Polen, Schweiz und Slowenien eingeladen. Es kommen Landschaftskunst, multimediale Installationen, teilweise auch begehbare oder anderweitig nutzbare Skulpturen und interaktive Kunstprojekte zum Einsatz. Allen gemeinsam ist der Bezug zu den großflächigen Umbauarbeiten in der Flusslandschaft und das Ziel, diesen für die Anwohner und Besucher erlebbar und teilweise sogar gestaltbar zu machen. Als Standorte für die Kunstobjekte wurden bewusst Flussabschnitte ausgewählt, die unterschiedliche Entwicklungsstadien der Umwandlung zeigen.
Die Anrainerstädte, Projektpartner und der Lippeverband entwickeln das Projekt Über Wasser Gehen auch 2012 zusammen mit der verantwortlichen Kuratorin Billie Erlenkamp künstlerisch weiter.

## Kunstorte und Künstler

### Permakulturelle Seseke
Der niederländische Künstler Jeroen Doorenweerd bezieht in seinem interaktiven, in Lünen an der Sesekemündung gelegenen Kunstwerk die Bürger mit ein, sie gestalten gemeinsam mit Permakulturexperten einen Garten aus Steinen, Pflanzen, Treffpunkten. An einem Gebäude des Lippeverbandes wurde ein Holzanbau als Begegnungsstätte errichtet, die Mündung in die Lippe wurde zugänglich gemacht. Ziel des Künstlers ist, dass die Menschen sich den neu gewonnenen Raum am Wasser wieder aneignen, das Ergebnis des künstlerischen Prozesses ist bewusst offengehalten.

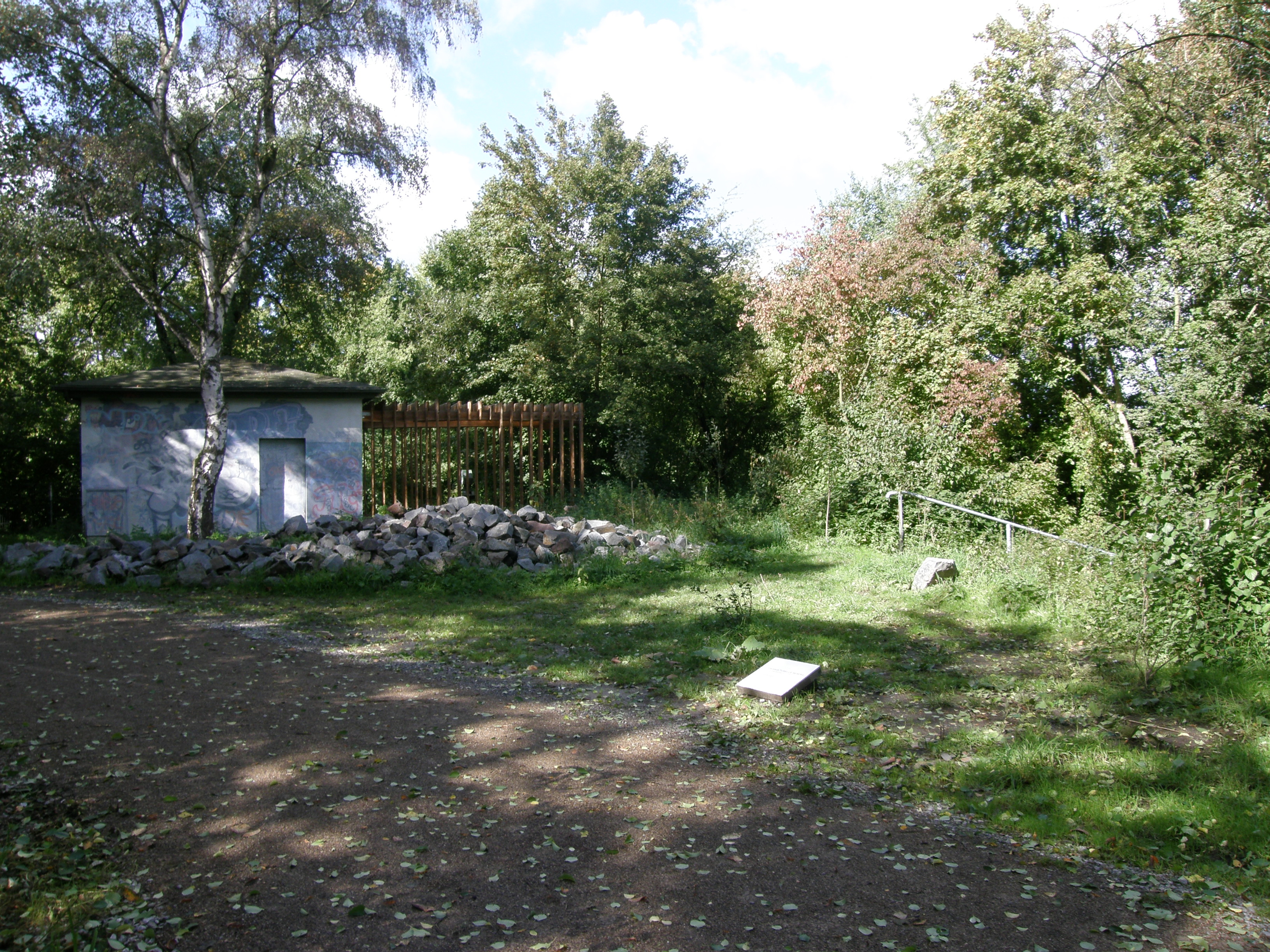
Gebäude des Lippeverbandes mit Holzanbau und Steingarten
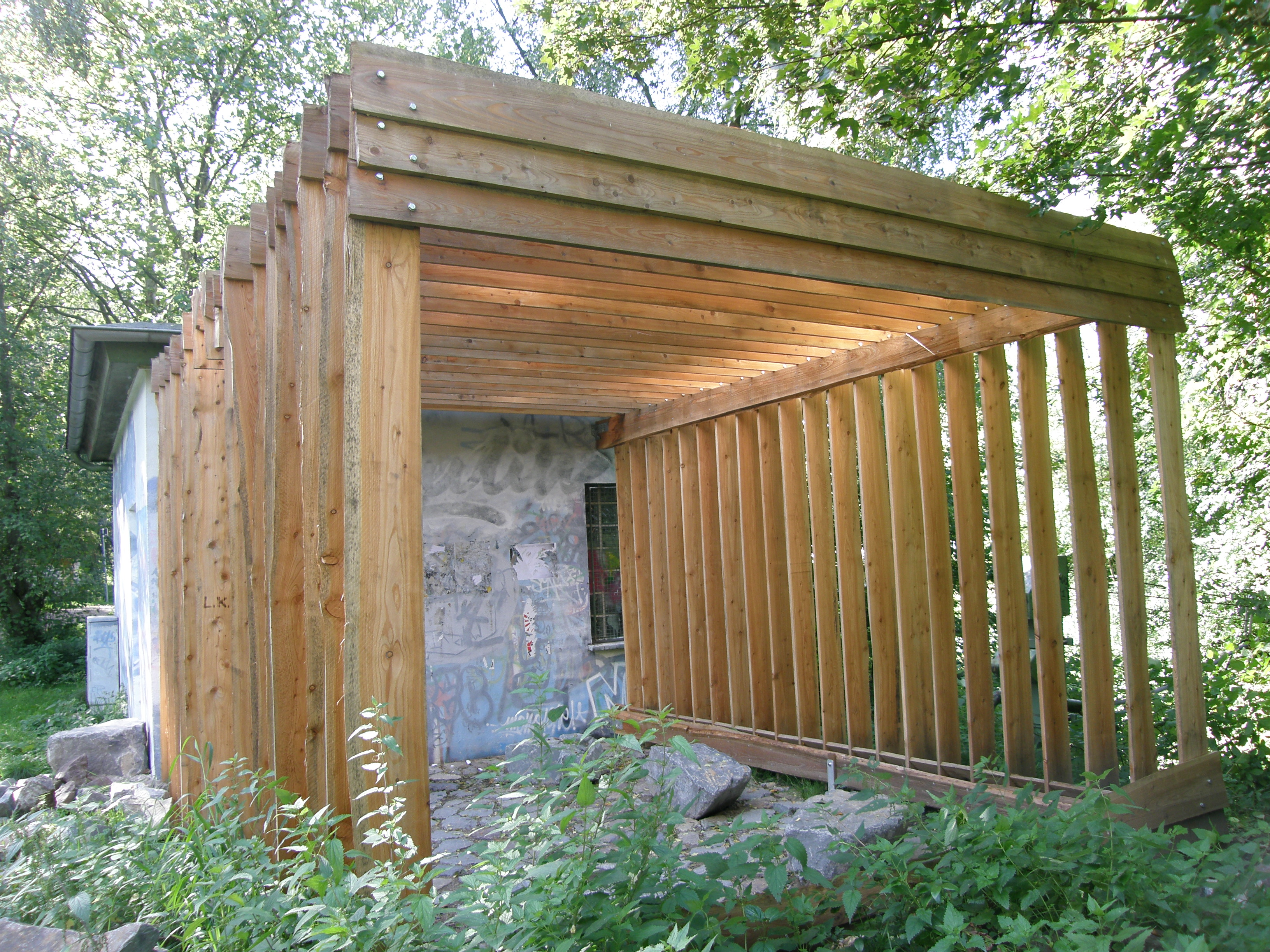
Offener Holzanbau mit Sitzsteinen
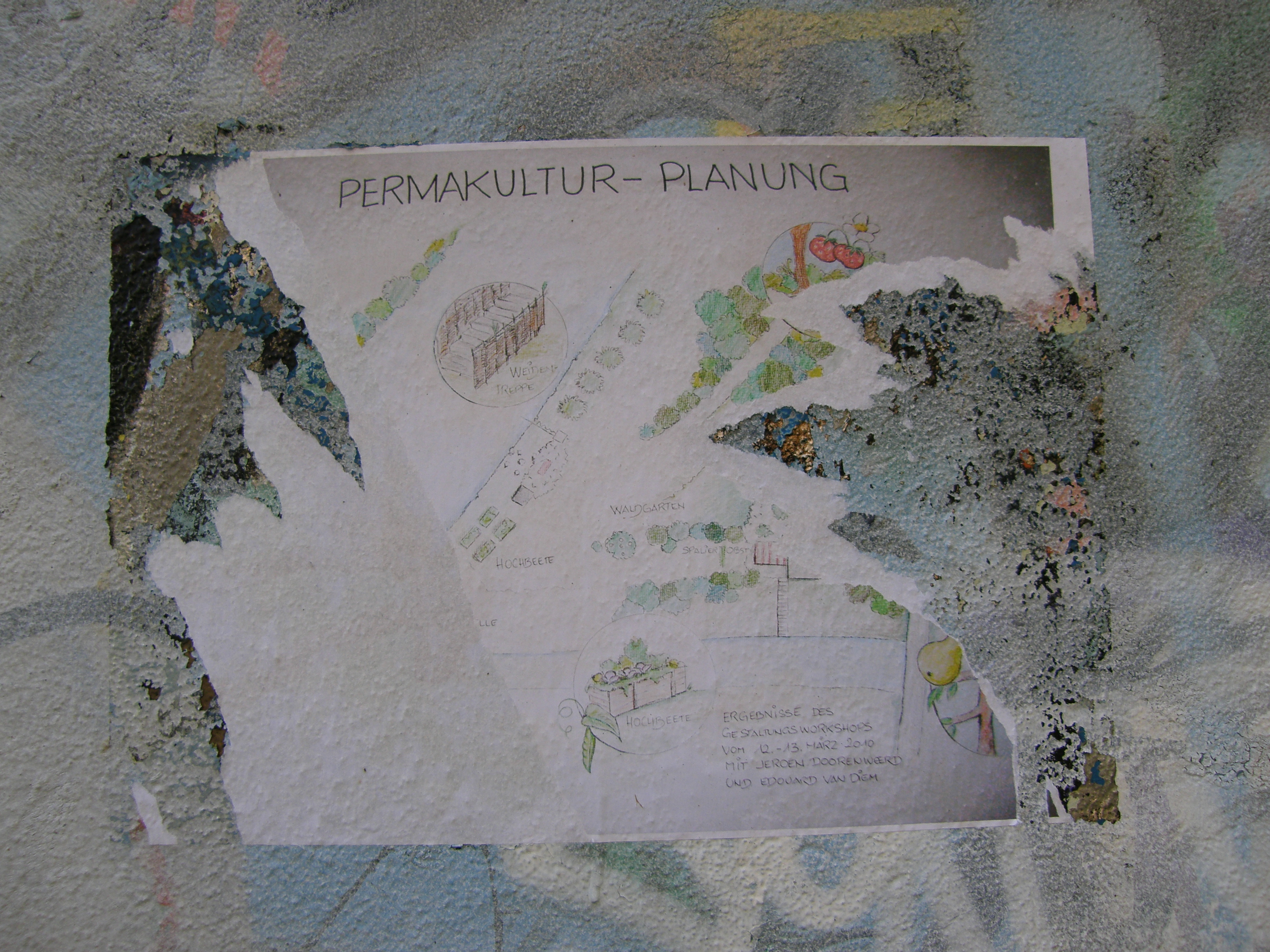
Planungsskizzen an der Rückwand
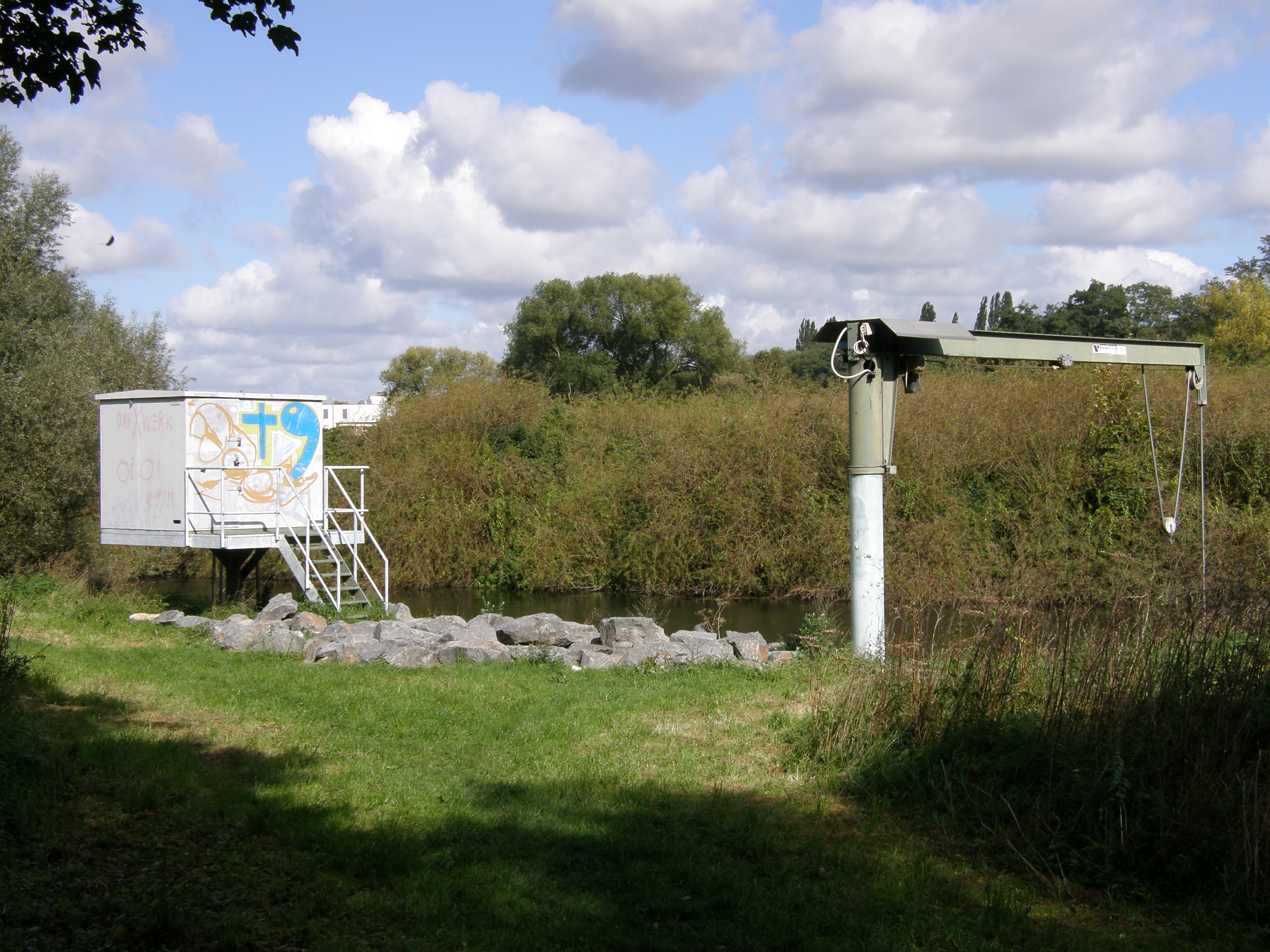
Unterer Teil nahe der Mündung

### Hogarth’s Dream
Die zweiteilige Installation von Diemut Schilling am Deich der Seseke in Lünen unweit des Datteln-Hamm-Kanals nimmt Bezug auf den englischen Maler William Hogarth. Sie wiederholt die im 18. Jahrhundert als Ideallinie beschriebene geschwungene Flusswindung in beiden Objekten. Auf dem Deich befindet sich eine Holzskulptur, die auch zum Sitzen benutzt werden kann. Im Fluss ist eine Stahlskulptur befestigt, die aufgrund des Wasserstandes mal mehr oder weniger zu sehen ist.

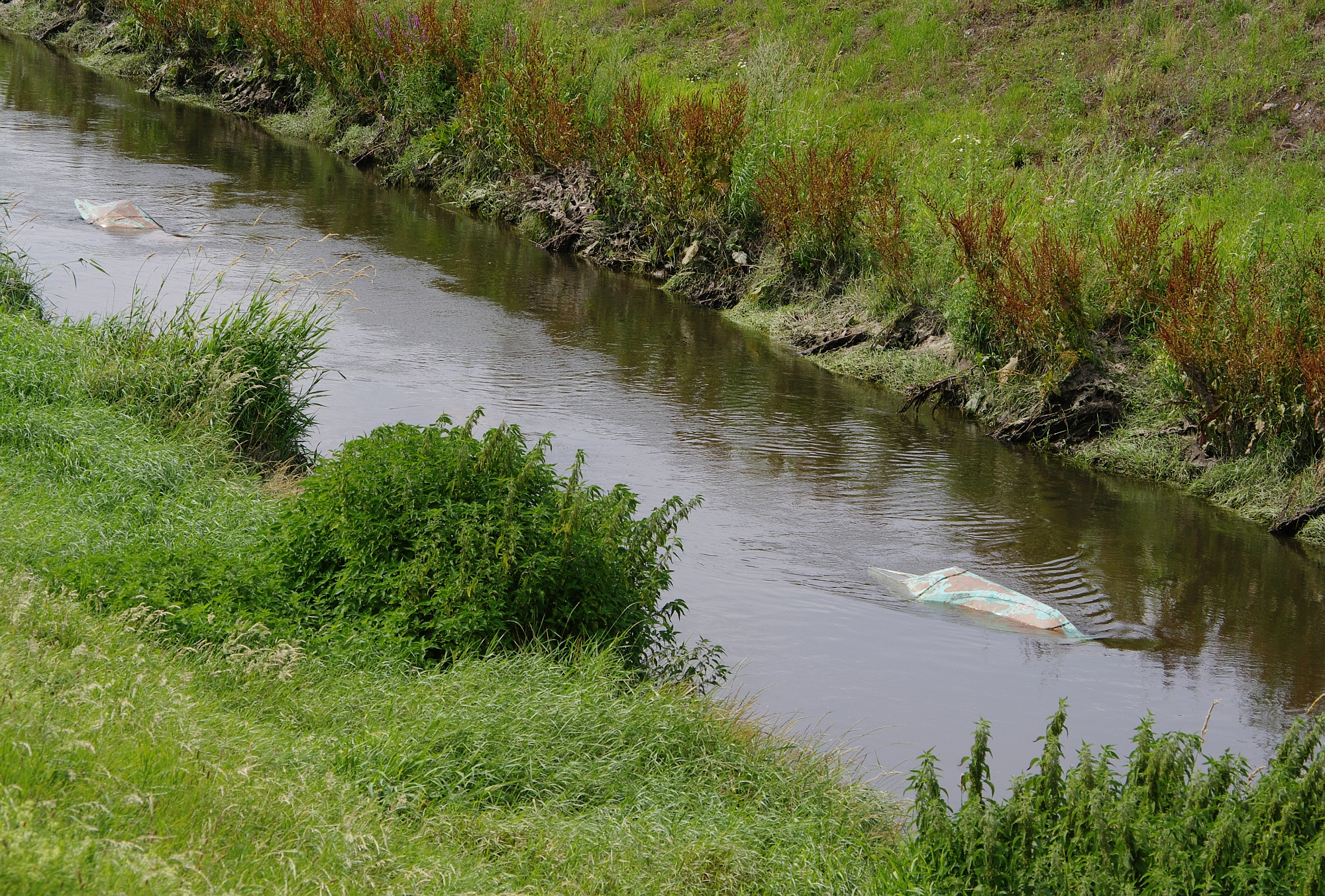
Stahlskulptur in der Seseke
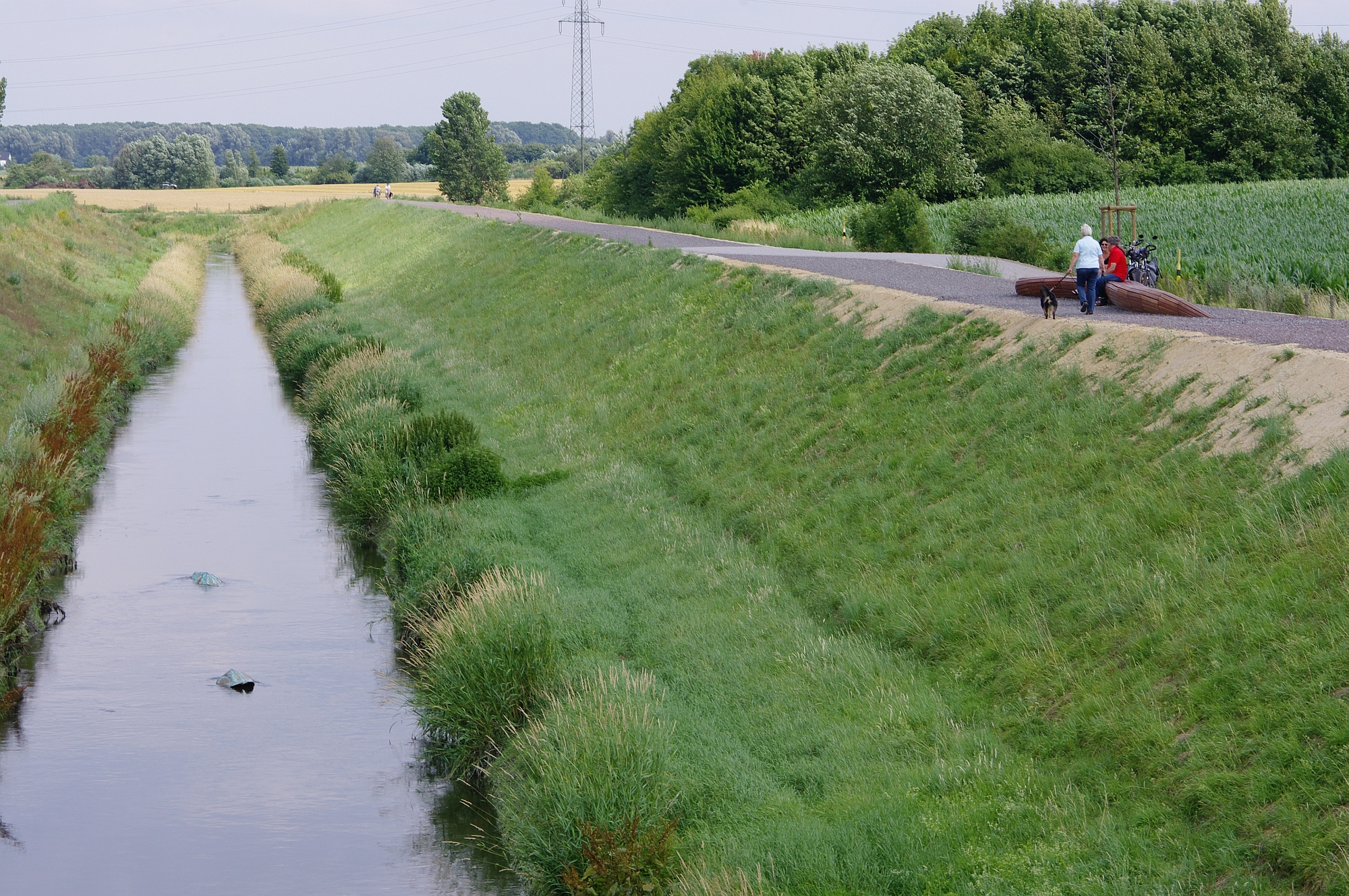
Rechts die Skulptur auf dem Deich

### Landschaft im Fluss
Zwischen Nieder- und Oberaden, nahe der Mündung des Kuhbaches inszeniert Thomas Stricker als skulpturale Setzung eine künstlich in der Seseke geschaffene Insel. Er betont damit die neu gewonnene Weite im Flussbett. Verstärkt wird die Außergewöhnlichkeit durch die gewählten Anpflanzungen, Sumpfzypressen kombiniert mit Schachtelhalm, die in dieser Umgebung eher selten anzutreffen sind.

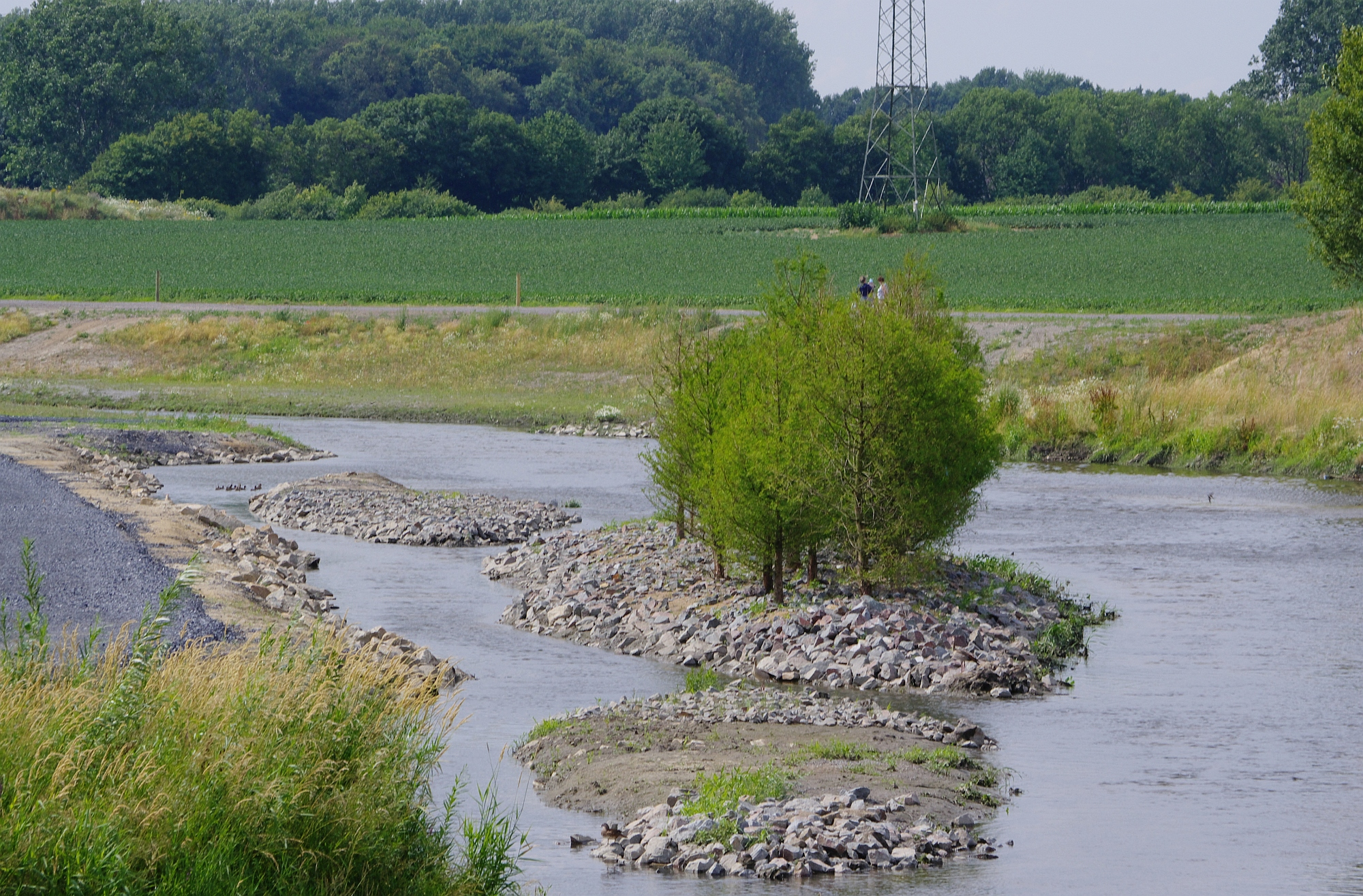
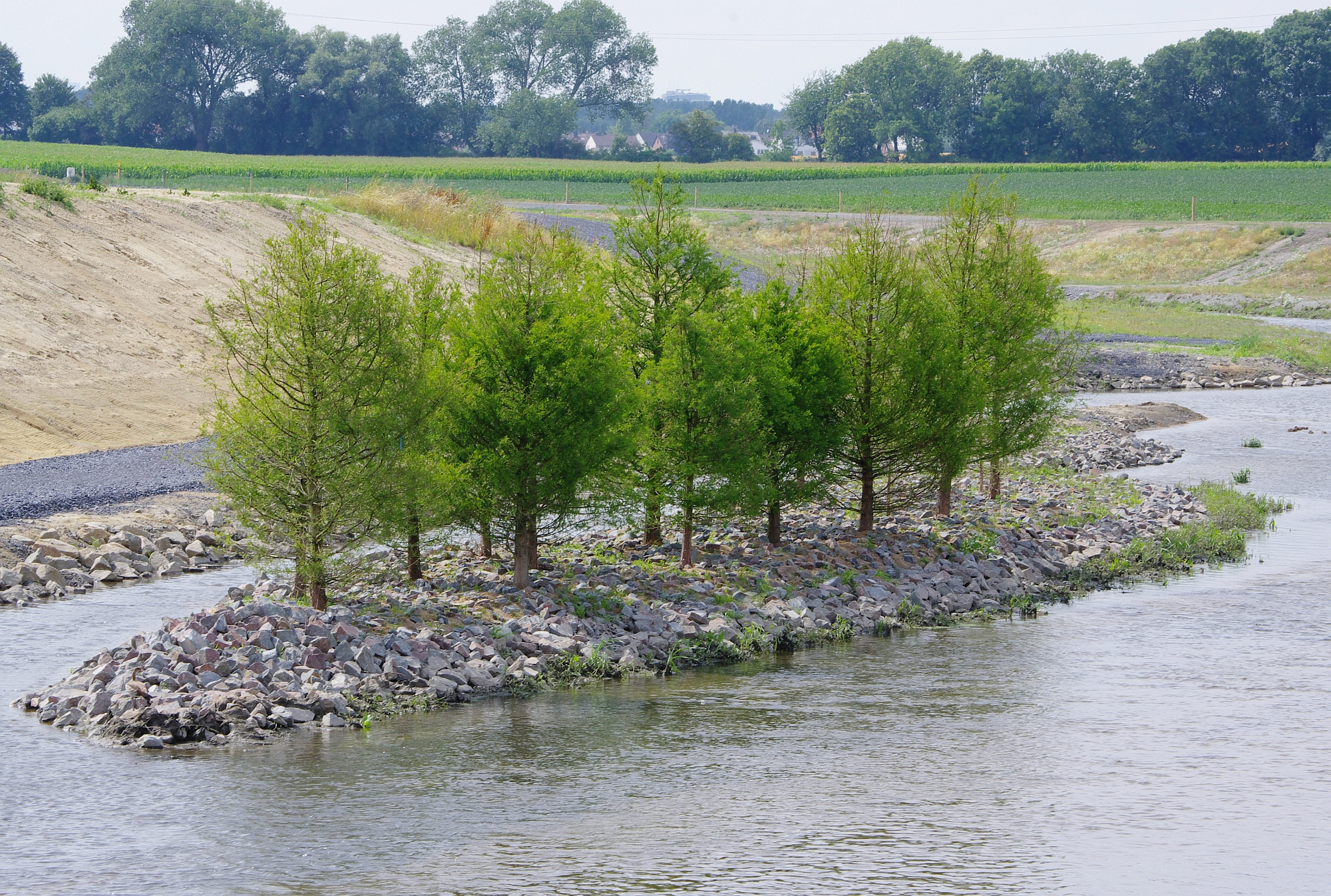
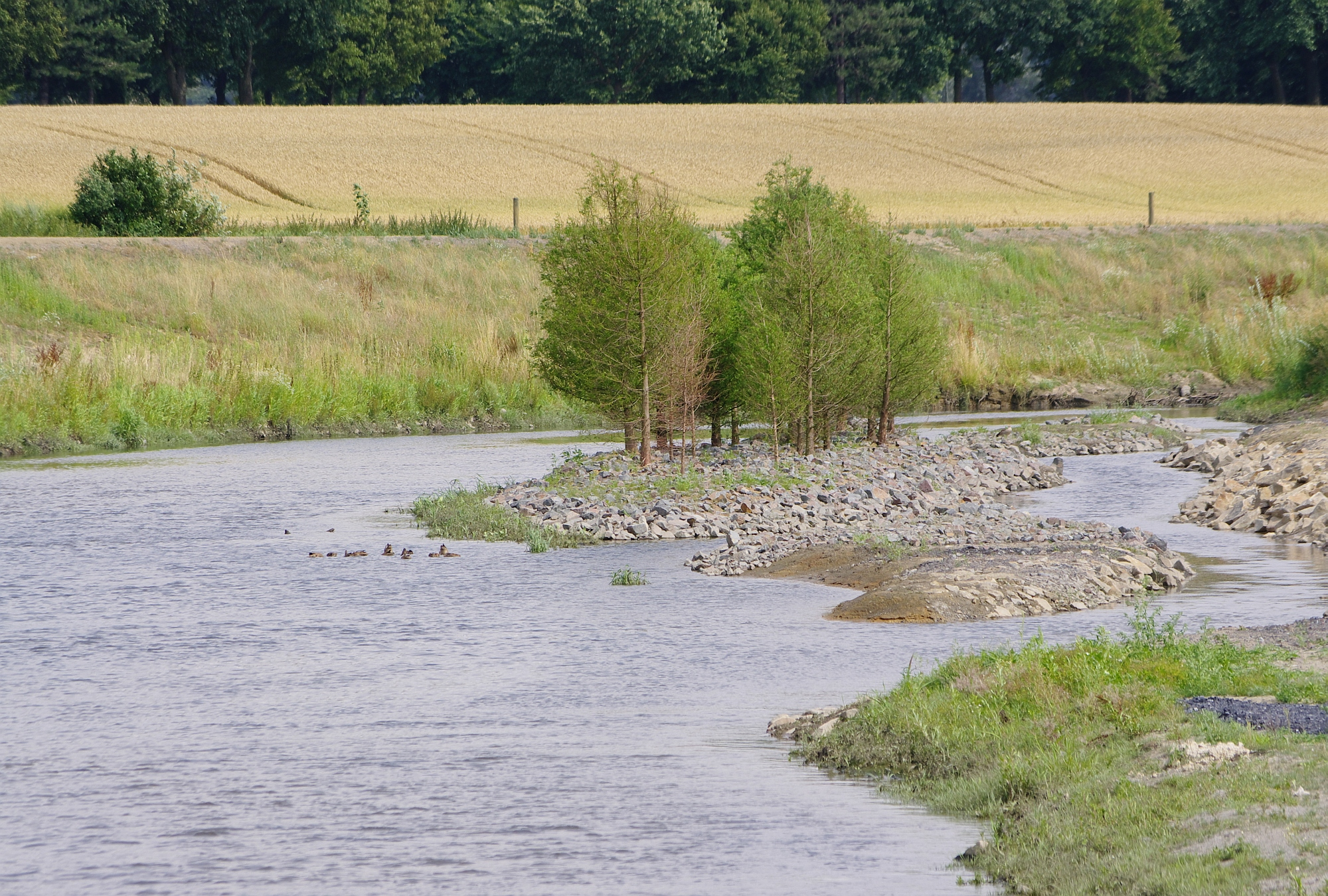

### Line of Beauty – das fünfte Klärwerk
Susanne Lorenz nimmt in ihrem Kunstwerk ebenfalls Bezug auf William Hogarths Ideallinie (daher Line of Beauty). Gleichzeitig zitiert sie auch den vor 1920 noch natürlich mäandrierenden Verlauf der Seseke, indem sie mit senkrecht aufgestellten Hölzern einen Teil des Flusslaufs nachbaut. In diesem abgeteilten Kanal sollen Wasserpflanzen das Flusswasser zusätzlich reinigen (daher das fünfte Klärwerk). Die geschwungene Form wiederholt sich als Kurven im Radweg neben dem Fluss und macht so die Besucher aufmerksam. Die Künstlichkeit eines Kanallaufes im wieder renaturierten Fluss verweist auf die dort genutzte Ingenieurskunst/-technik. Das Kunstwerk wurde in Kooperation mit dem Biologen Stephan Pflugmacher entwickelt.

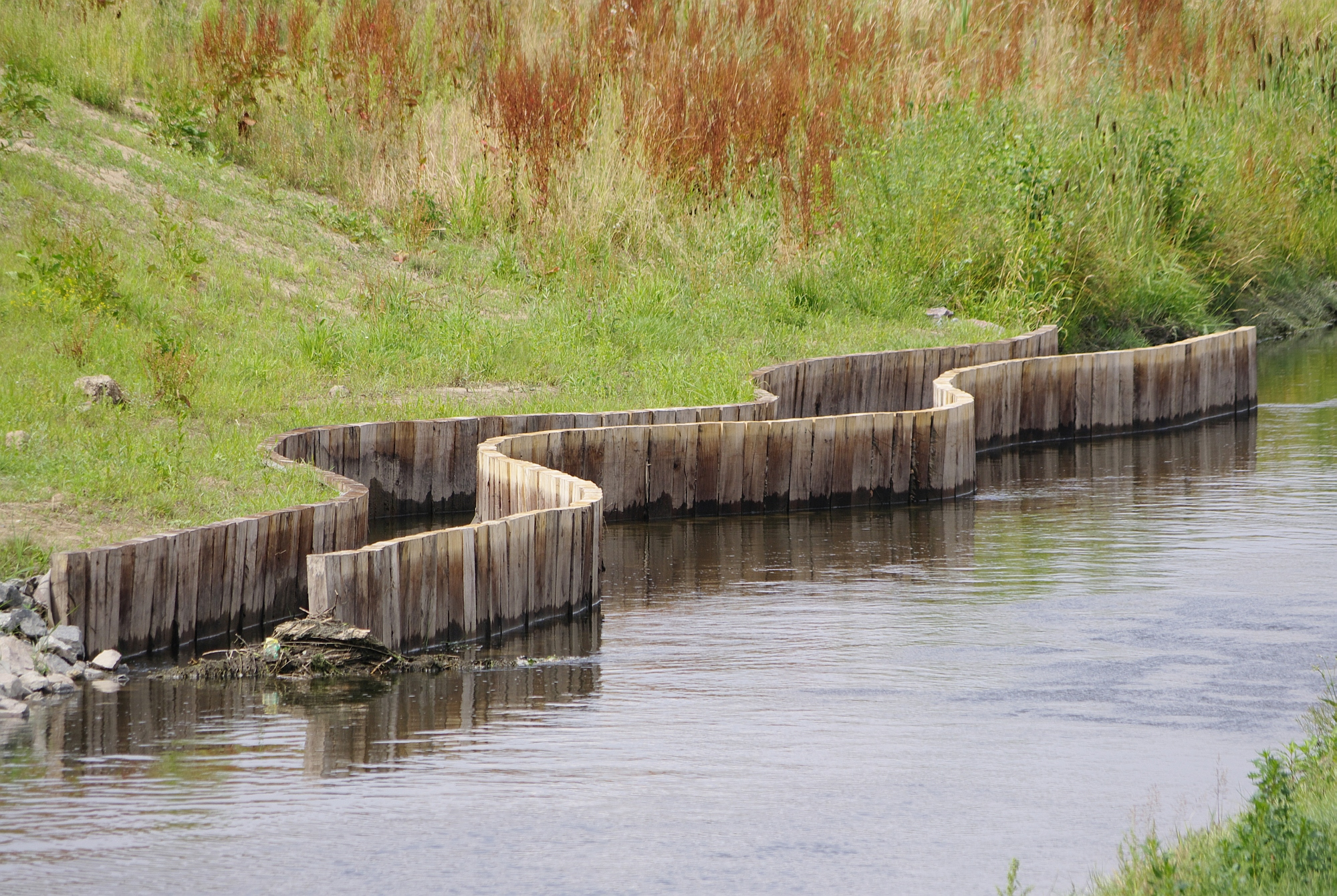
Der abgetrennte Kanal im Flussbett
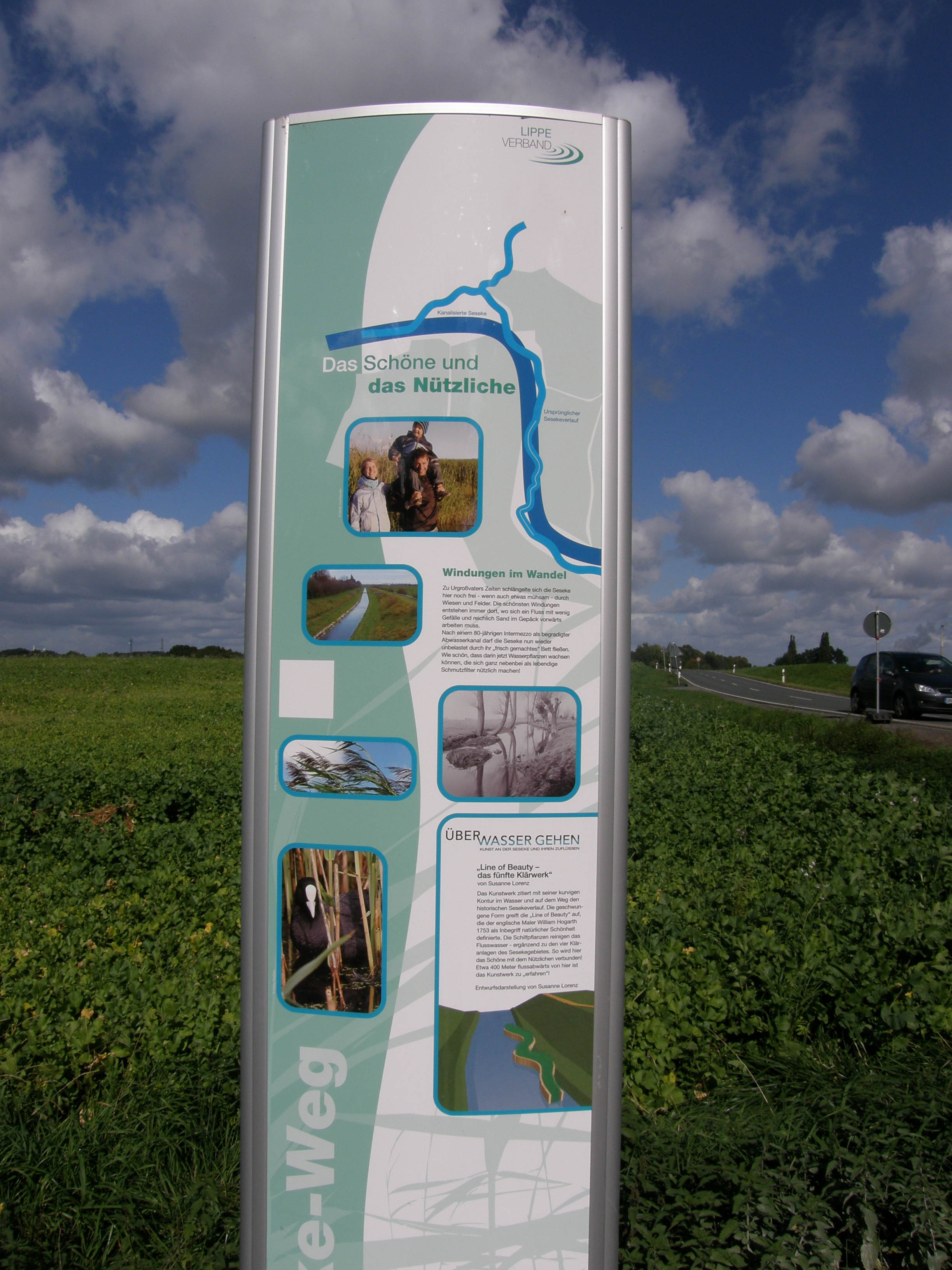
Infotafel des Lippeverbandes
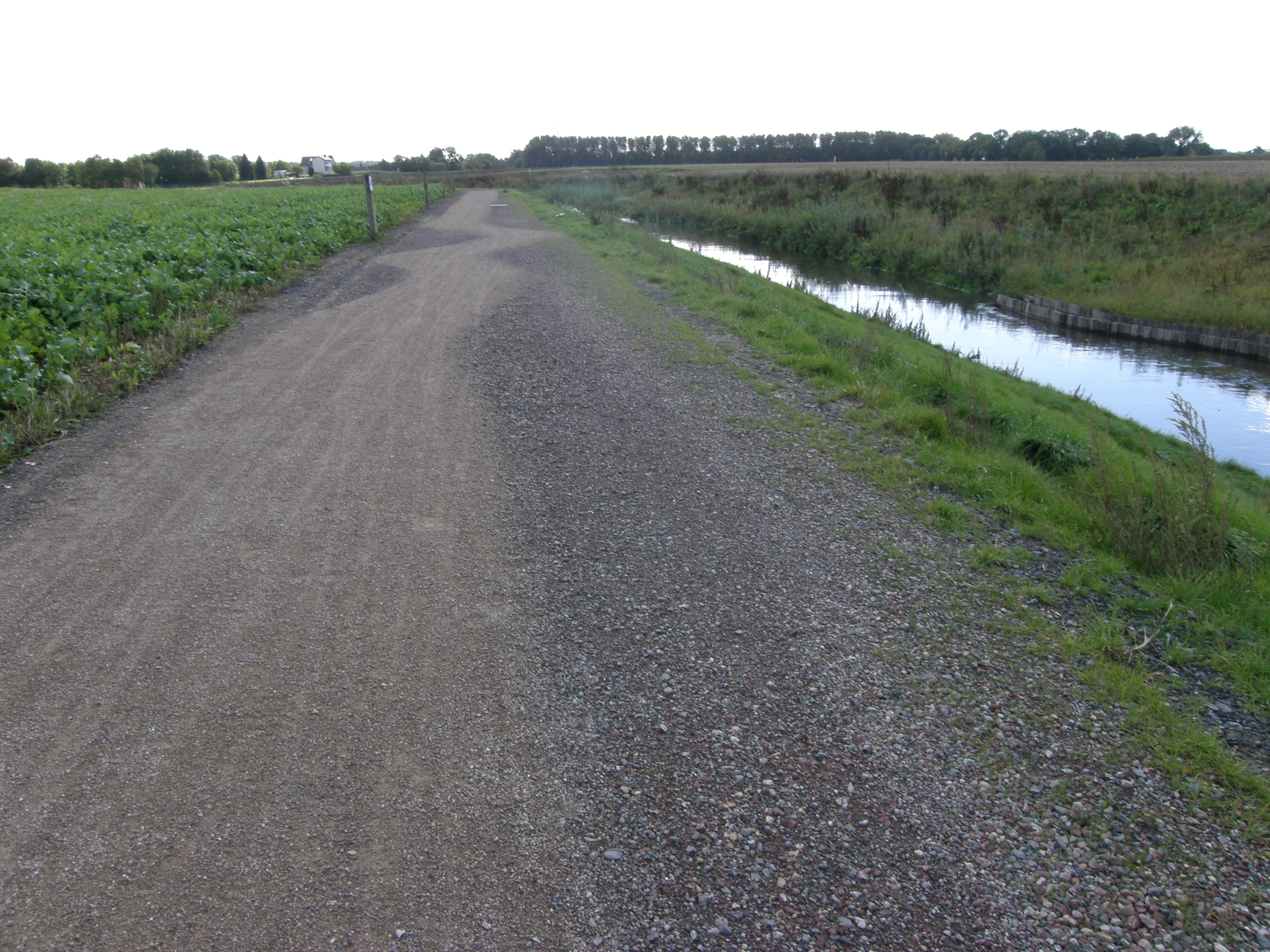
Noch nicht fertiggestellter Radweg

Radweg und Bepflanzung des abgetrennten Kanals sind noch nicht fertiggestellt (Stand September 2010).

### JETZT und der Fluss
In Kamen an der Mündung des bereits seit 1986 wieder renaturierten Braunebaches wird Christian Hasuchas Kunstwerk JETZT und der Fluss aus Steingabionen gebaut. Es stellt bildlich das Wort „jetzt“ in Großbuchstaben als Aussparungen dar und markiert damit künstlich einen bestimmten Zeitpunkt. Der Widerspruch von stabilem Material und Skulptur zur darstellten Aussage soll die Besucher zu philosophischen Betrachtungen anregen.

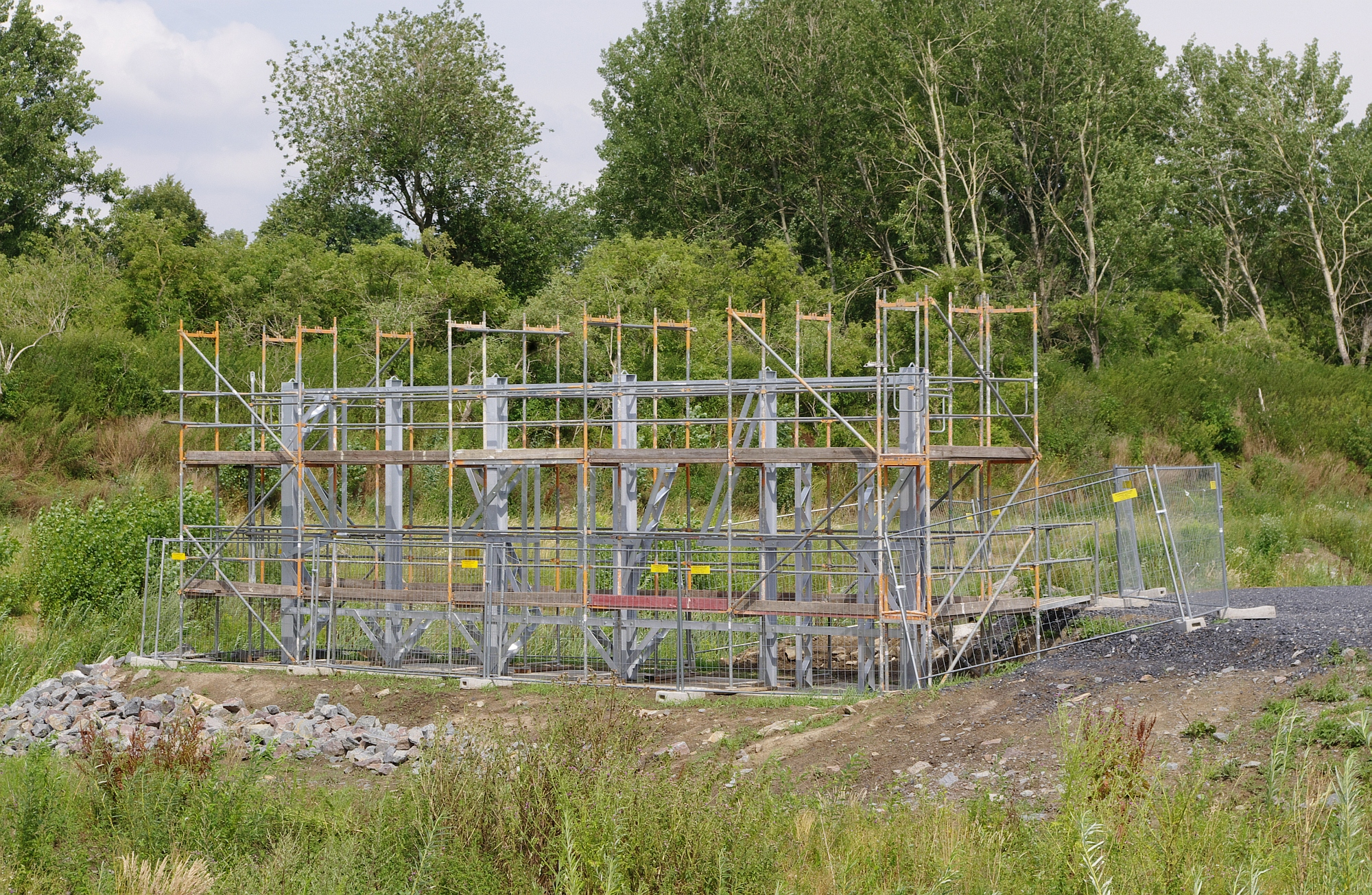
Baustand Juli 2010
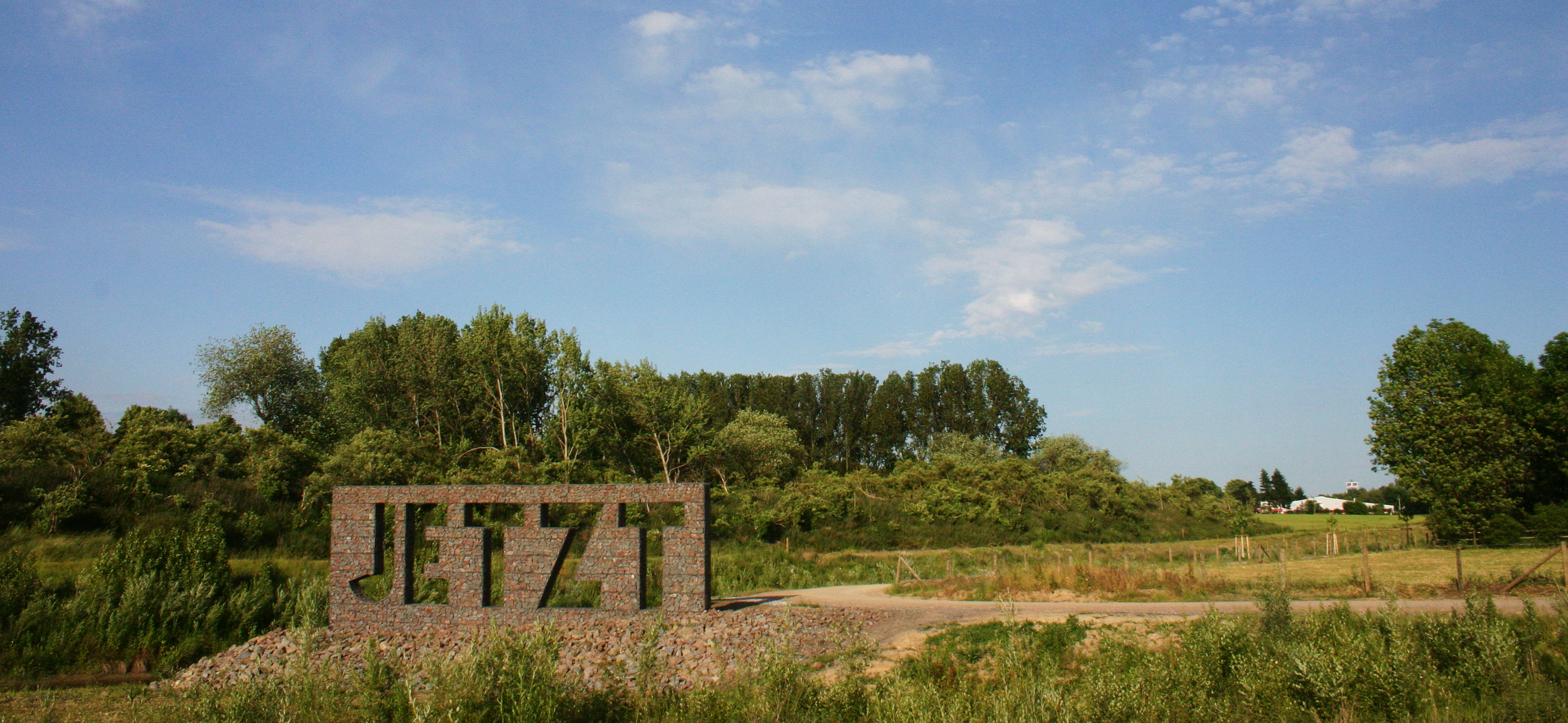
JETZT und der Fluss, 2011
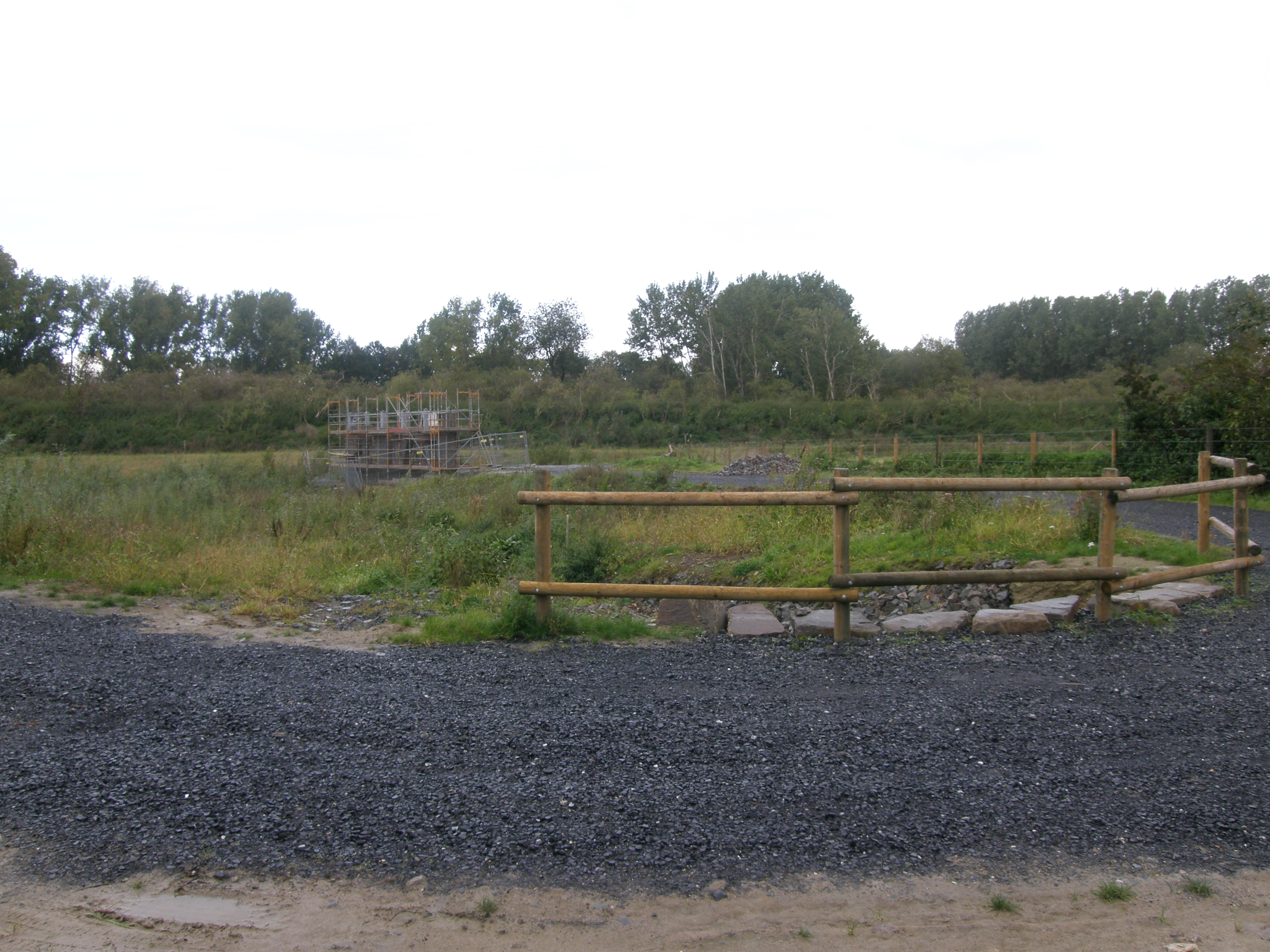
Radweg um Kunstwerk und Braunebachmündung
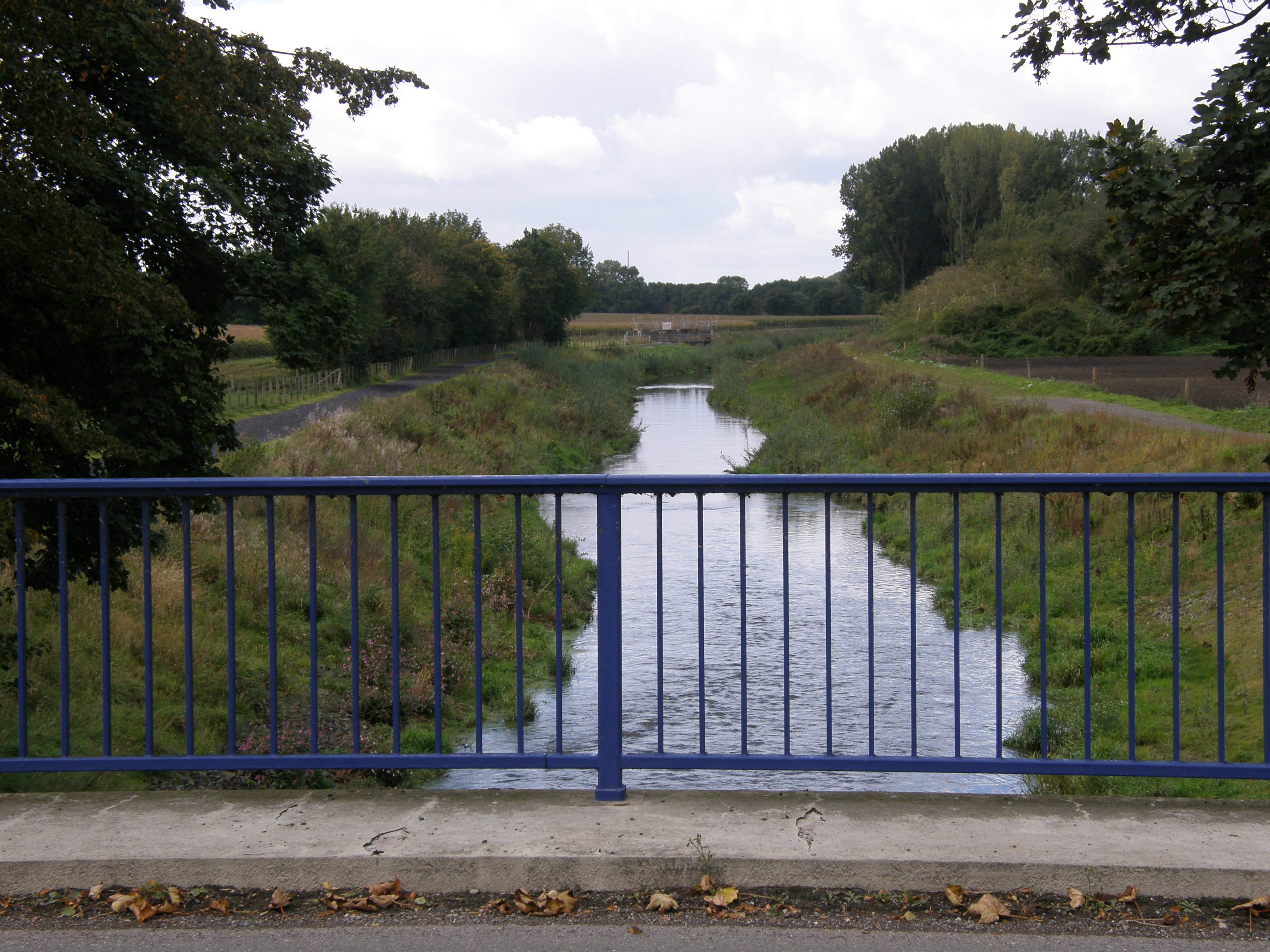
Blick von der Hilsingstraße

### Pixelröhre
Eine circa drei Meter große, mit fünf Zentimeter großen Facetten verkleidete Röhre wurde von den beiden Künstlern Wolfgang Winter und Berthold Hörbelt an der Körnemündung in Kamen installiert. Sie bezieht sich auf den unterirdischen Abwasserkanal, der im benachbarten Klärwerk Kamen-Körnebach endet. Mit der gerasterten, spiegelnden Stahlhaut wird die umliegende Landschaft ähnlich einem grob gepixeltem Foto dem Betrachter wiedergegeben.

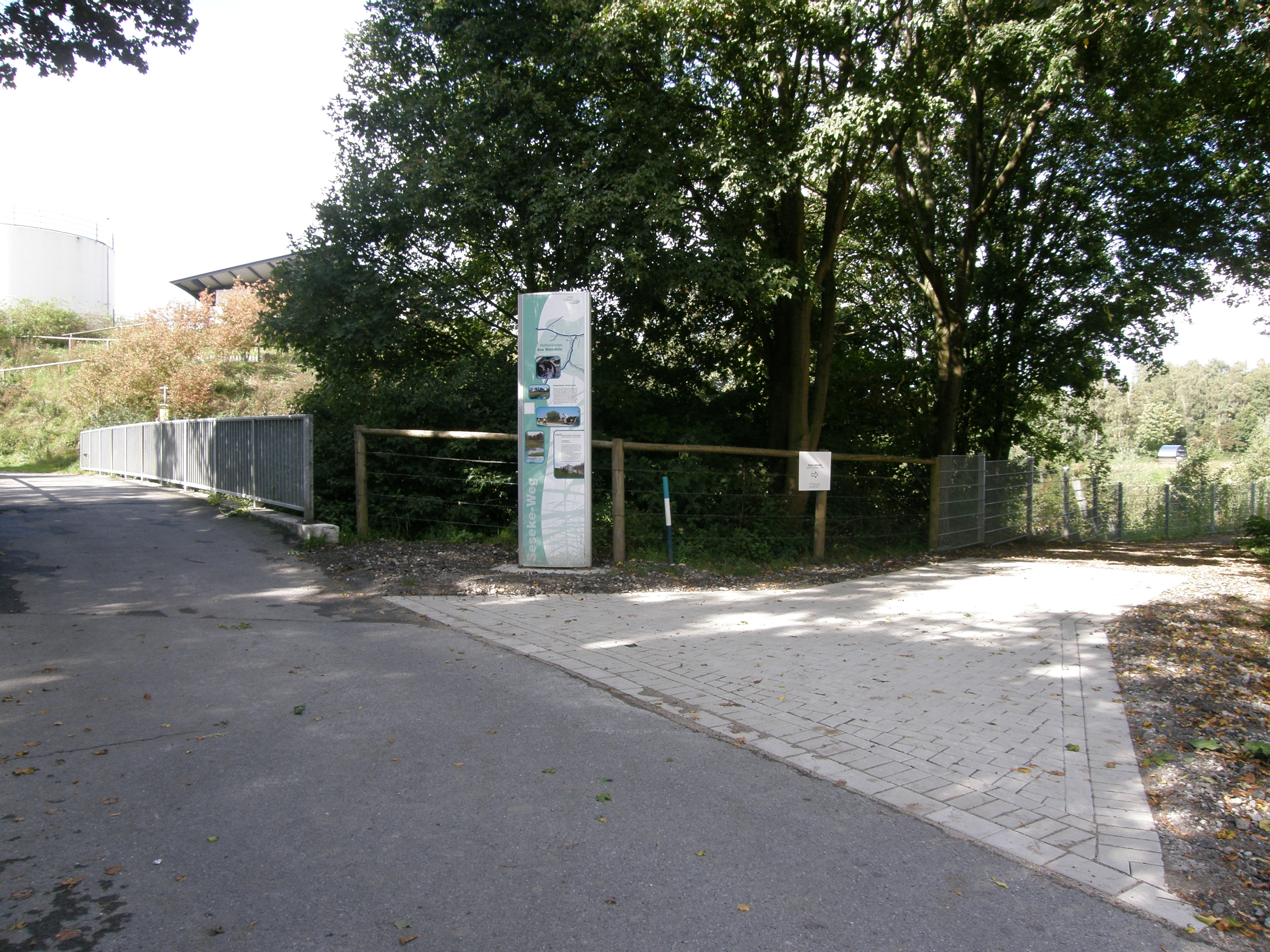
Zugang mit Infosäule
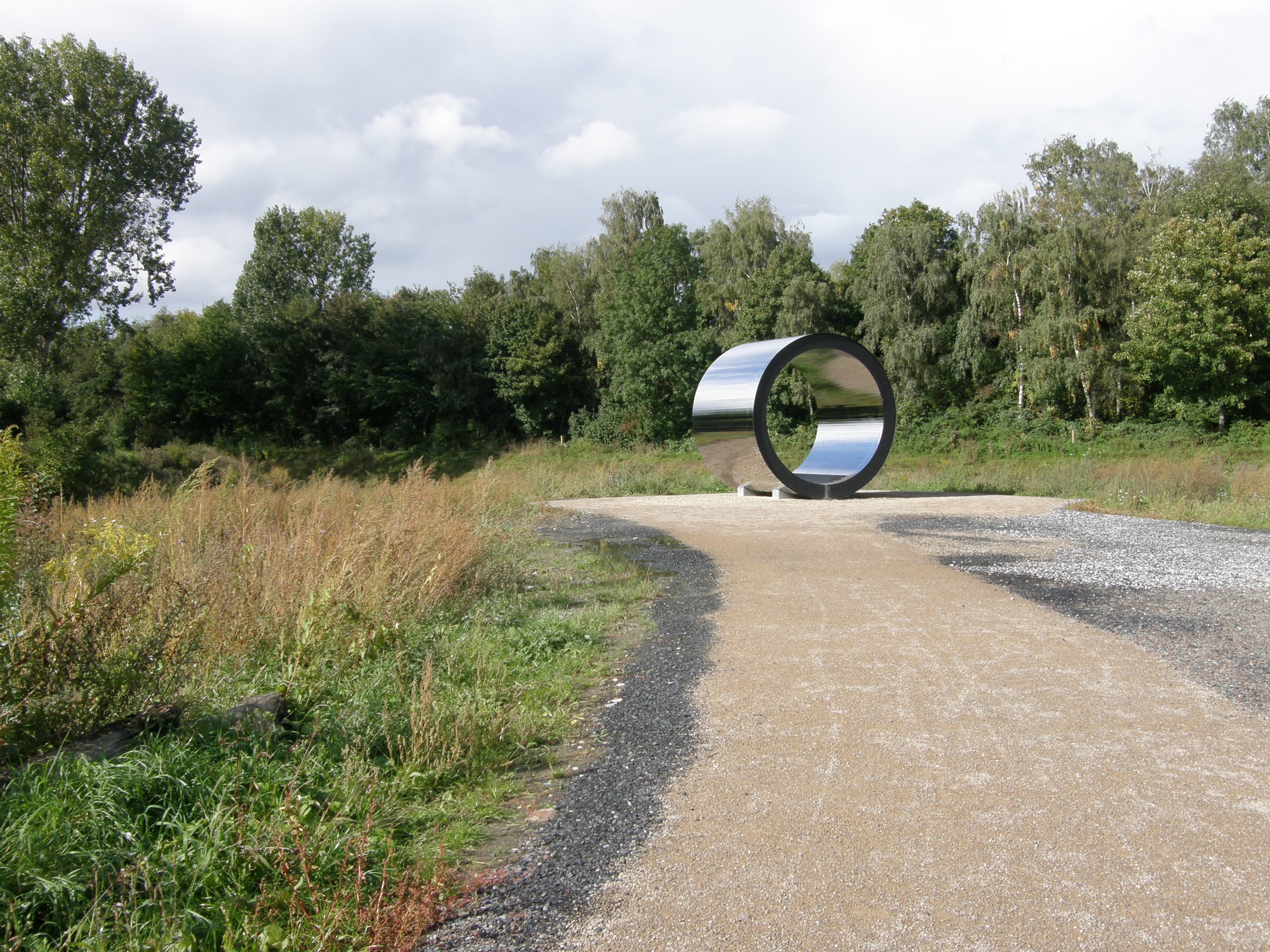
Fußweg zur Pixelröhre
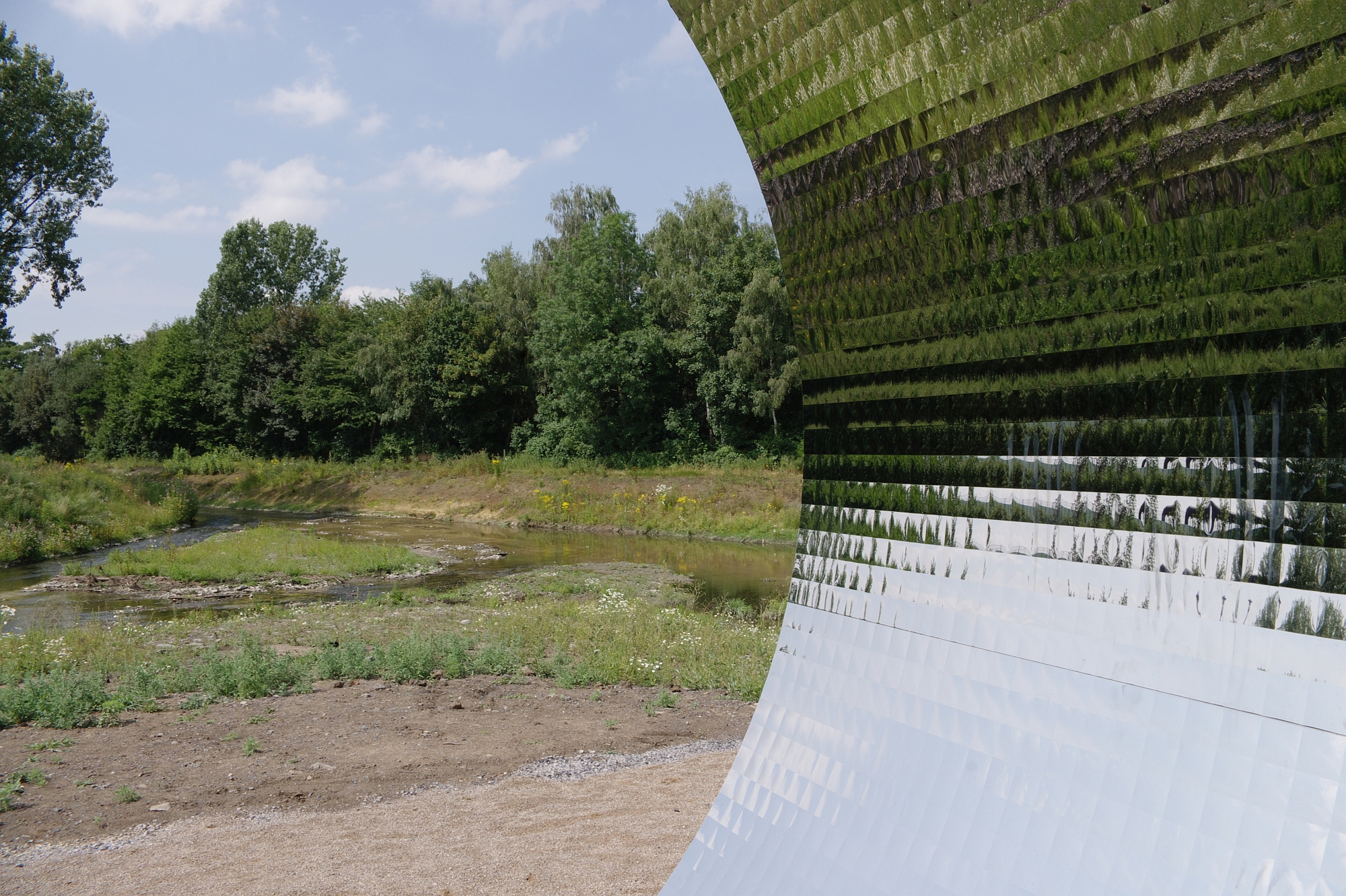
Ausblick auf die Körnemündung
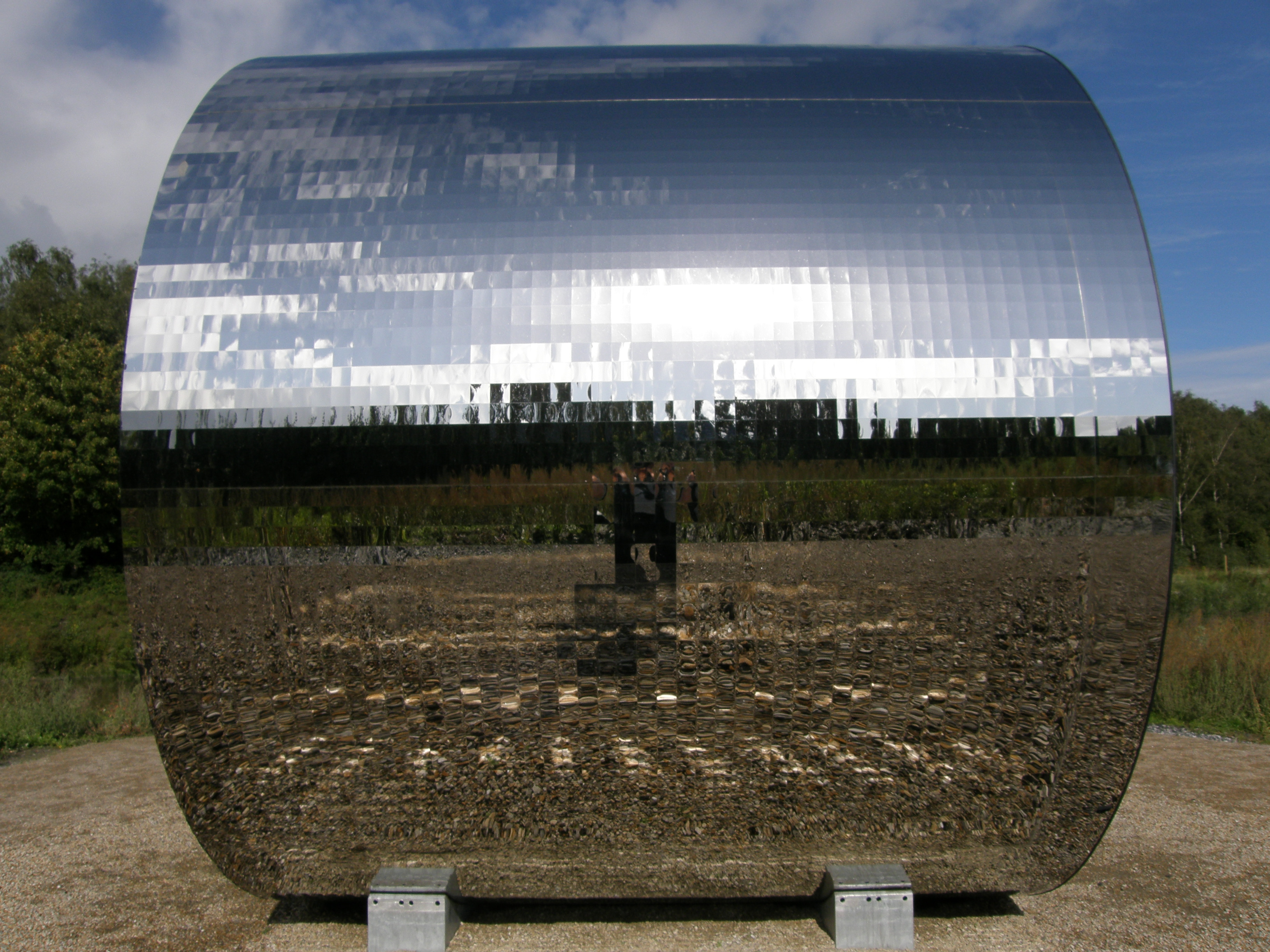
Selbstbildnis in der spiegelnden Außenhülle
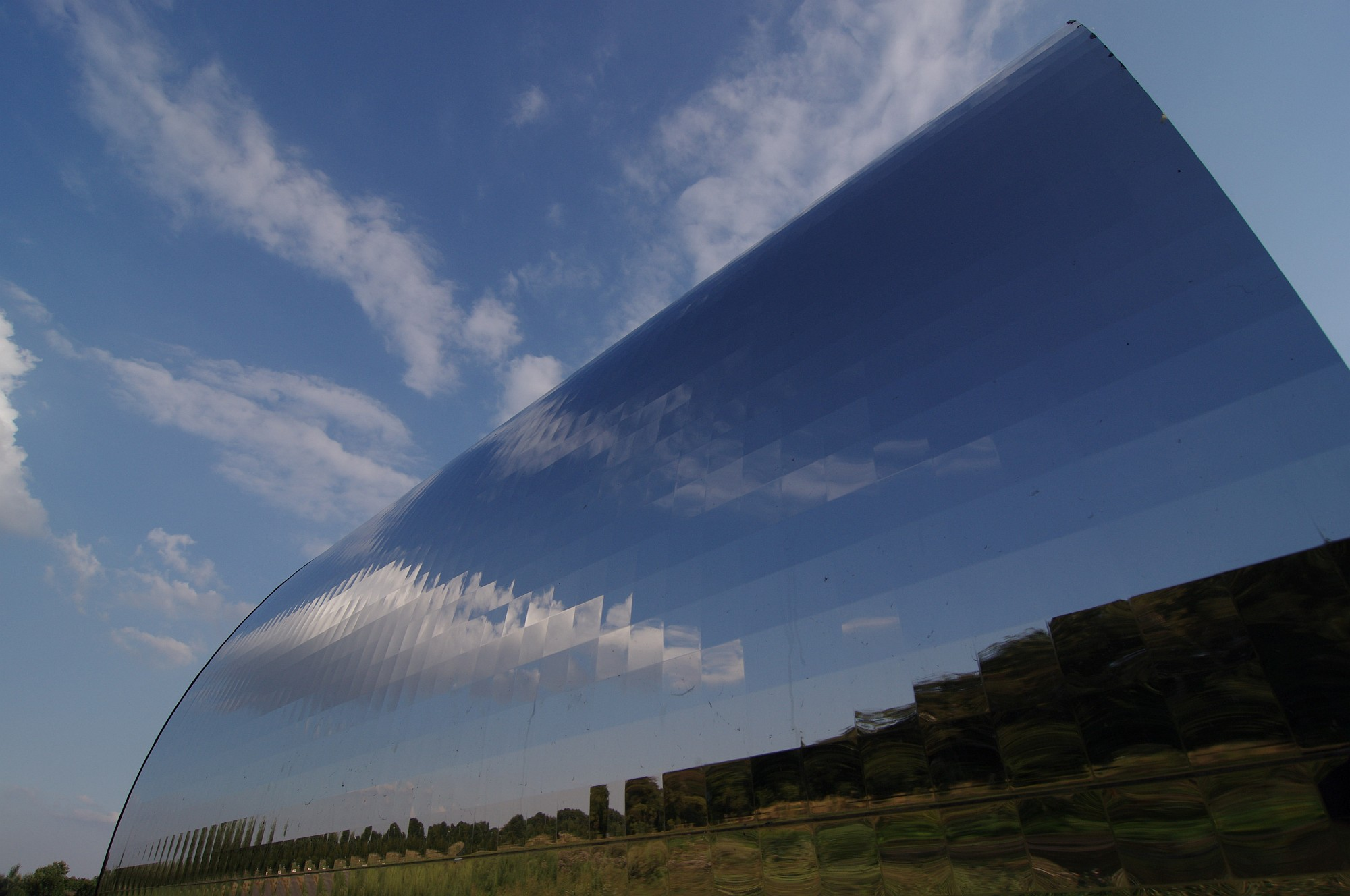
Spiegelung von Himmel und Landschaft

Am Zuweg zum Kunstwerk ist eine der Infostationen für das Projekt Über Wasser Gehen platziert.

### Verkehrswesen.B 233
Die B 233 wird in Kamen als Hochstraße geführt, unterhalb dieser haben sich Sprayer auf dem Beton verewigt. Eine Schaukelanlage am Stillen Weg neben dem Sesekeufer soll diesen Nicht-Ort ins Bewusstsein rücken und Gestaltungsmöglichkeiten für die Bewohner aufzeigen. Der mit Verkehrsschildern bedruckte Boden weist auf die darüber liegende Verkehrsader hin, die von innen heraus leuchtenden Schaukeln laden zum Verweilen und Betrachten der Umgebung ein. Die temporäre Installation stammt von den beiden Künstlern Wolfgang Winter und Berthold Hörbelt.

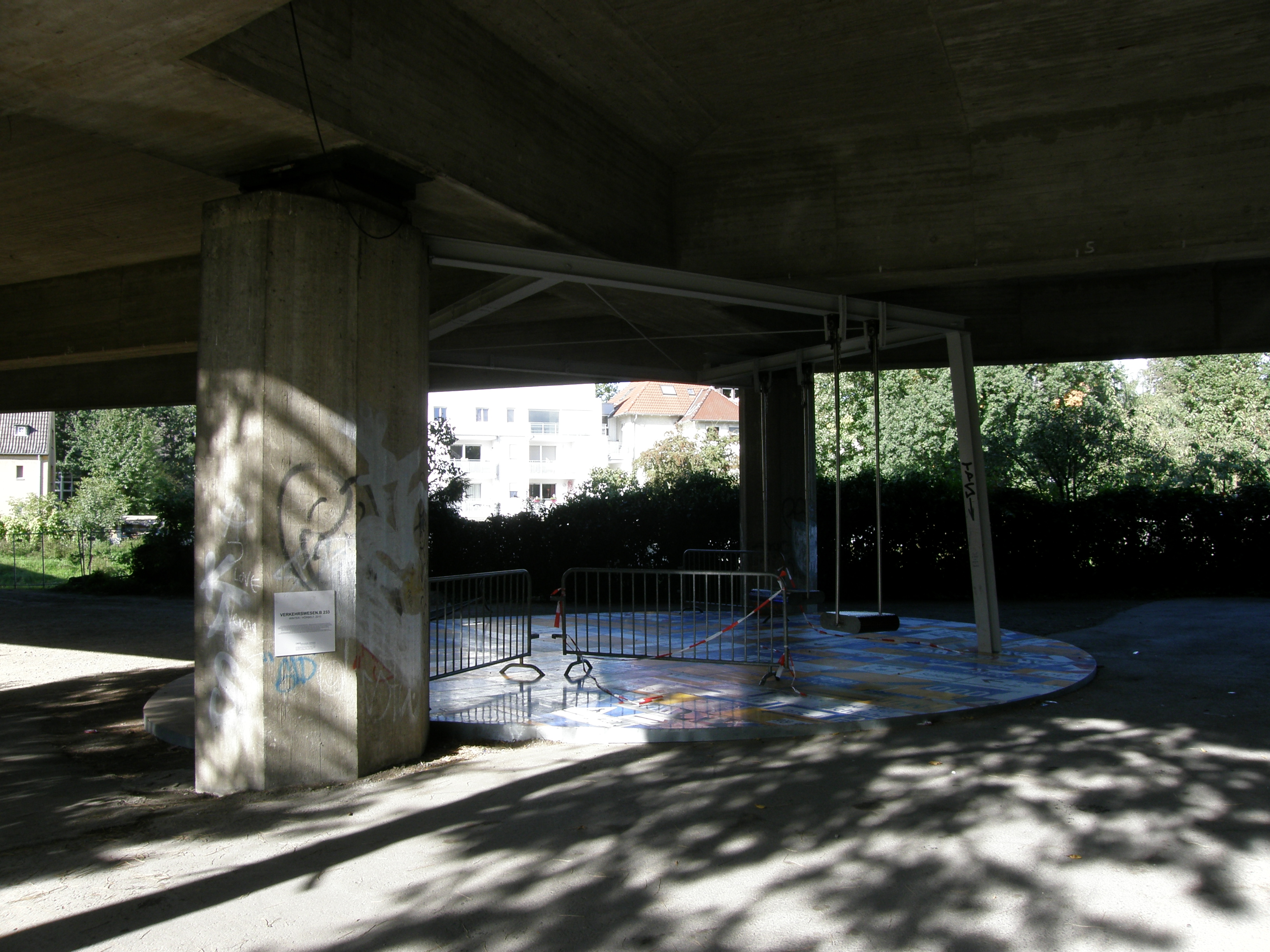
Installation unter der Hochstraße
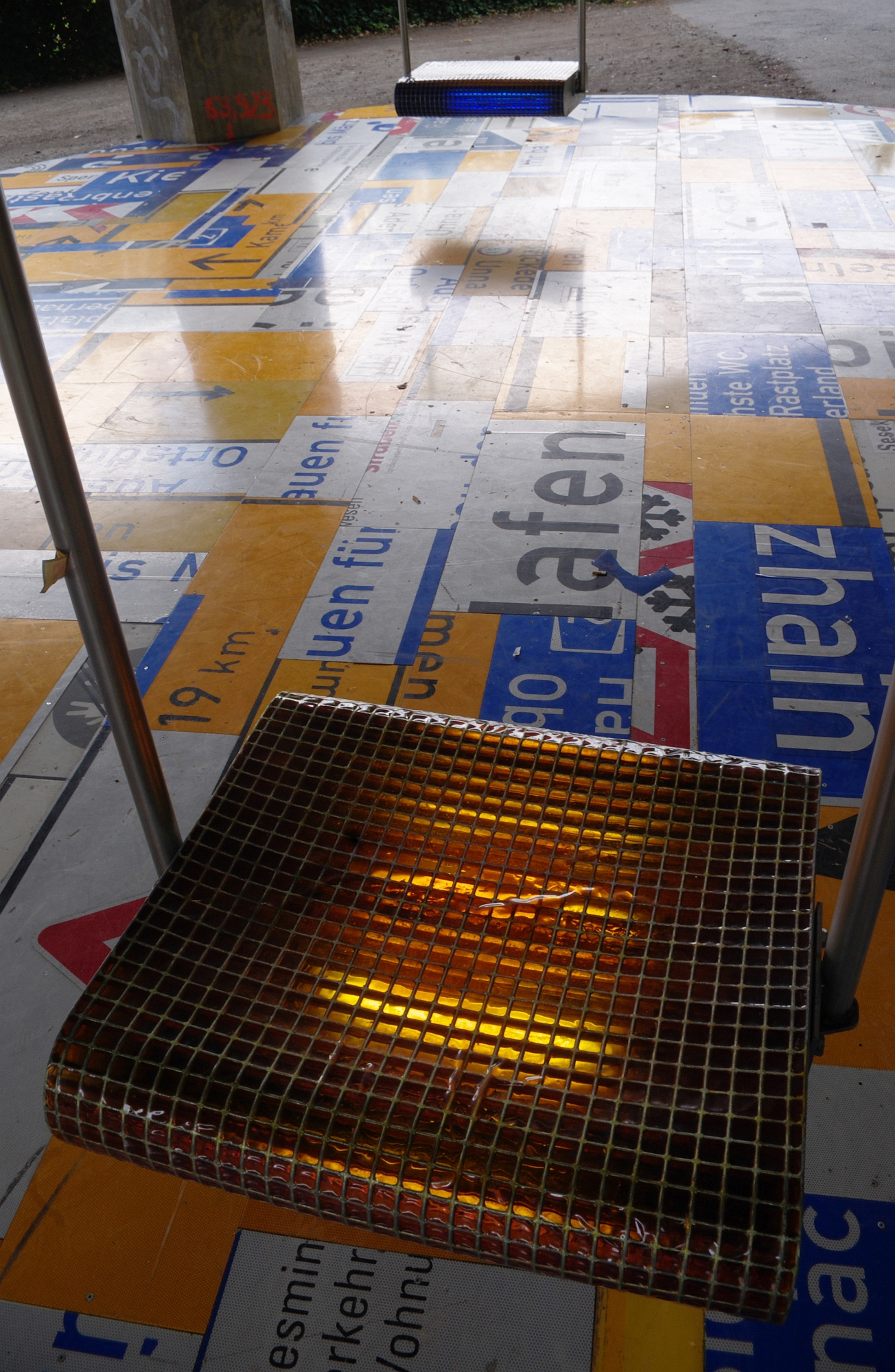
Schaukeln
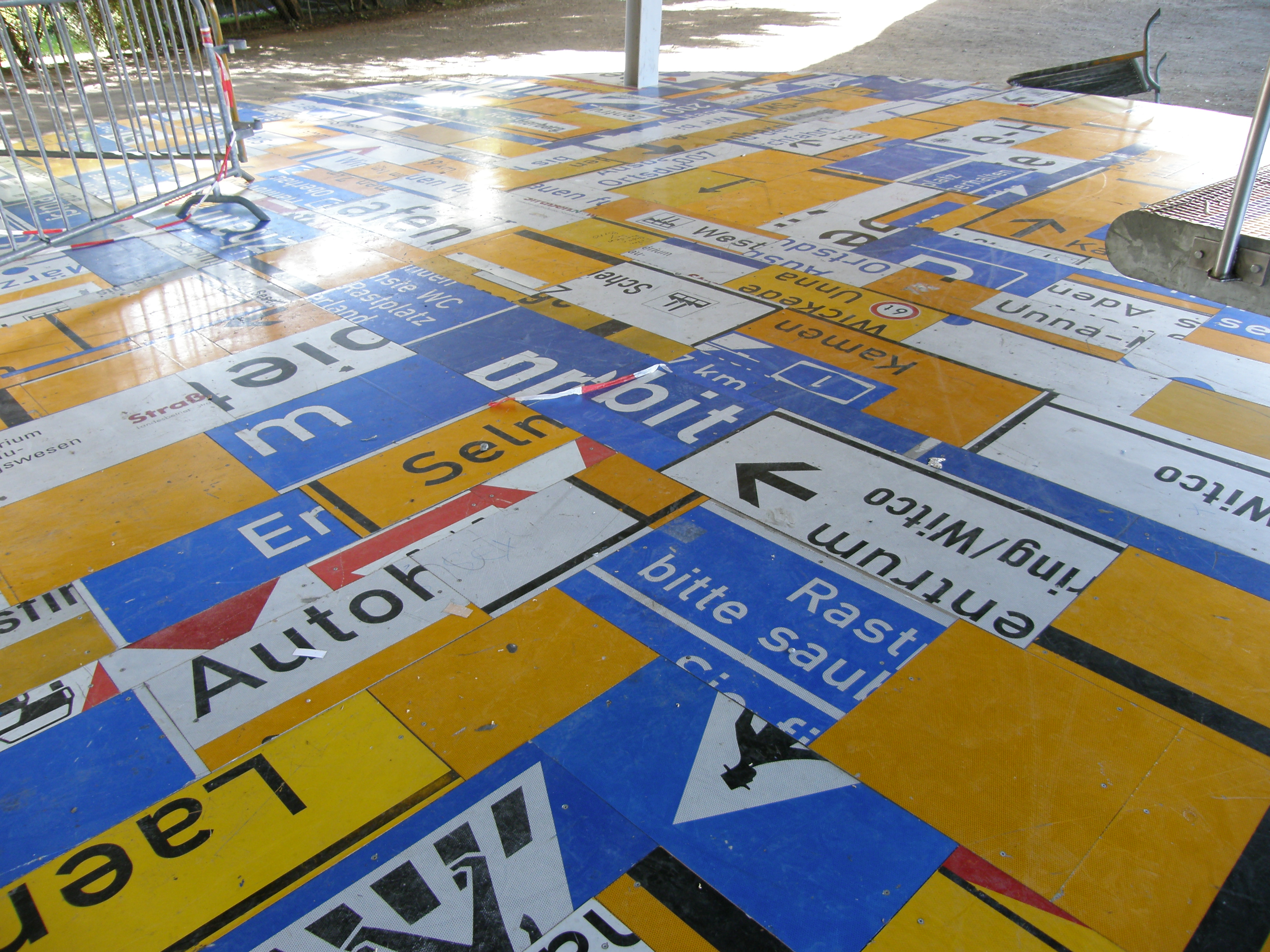
Boden
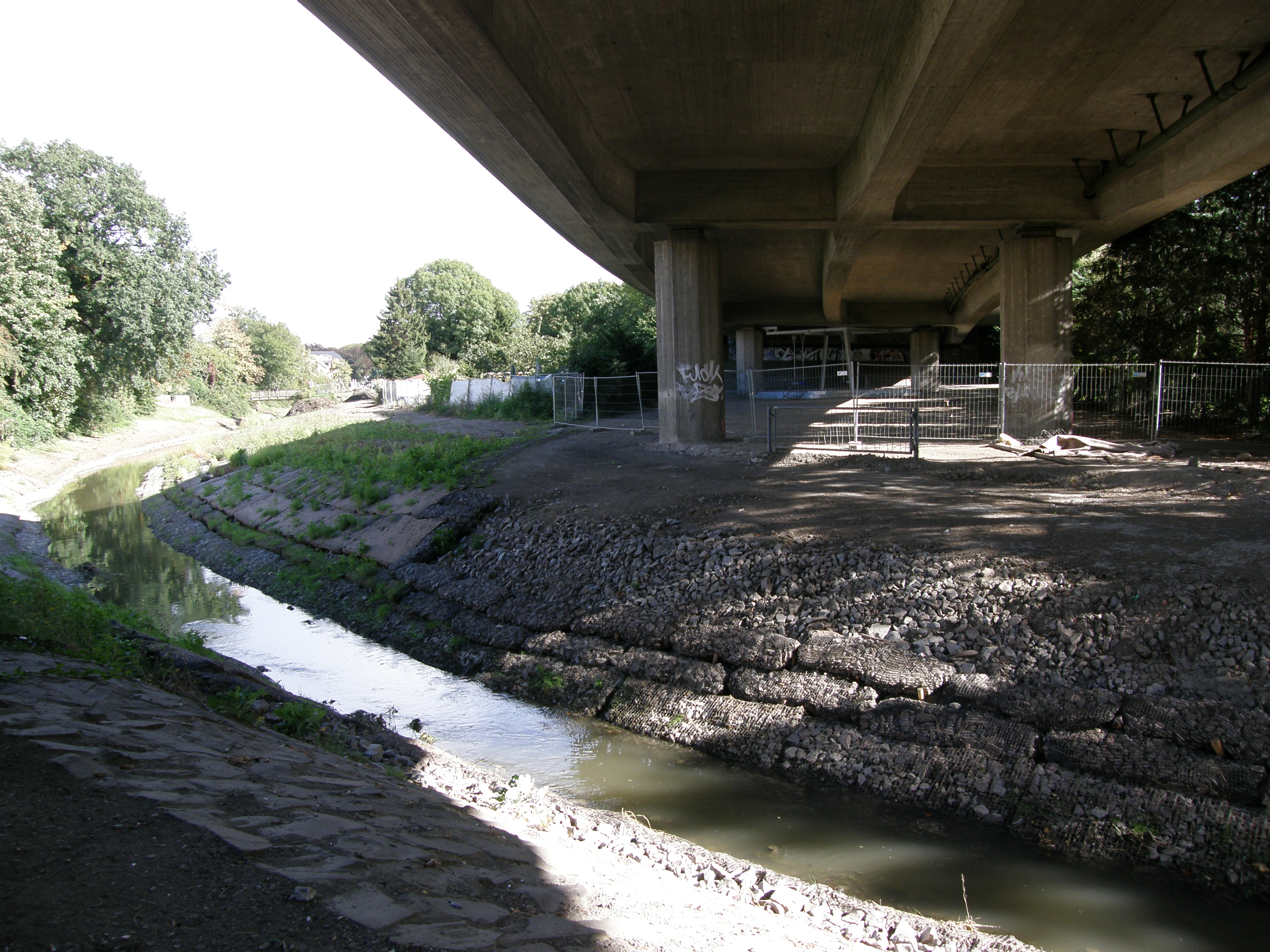
Blick vom anderen Ufer

An diesem Kunstort fand die Eröffnungsfeier von Über Wasser Gehen am Sonntag, den 13. Juni 2010 statt.
Dieses temporäre Kunstwerk war 2010 zu sehen.

### Reservat
Markus Ambach stellt in Kamen an der Dernerstraße einen kleinen Abschnitt der kanalisierten Seseke unter Schutz, packt ihn in ein Reservat. Circa 15 Meter westlich und östlich der Auto- und Fußgängerbrücke verbleiben in dem Zustand, wie er als Schutzwasserkanal sinnvoll war, mit geradem Verlauf, Betonplatten, steilem Ufer, der dazugehörenden Fauna und Flora sowie patiniertem Beton. Direkt daneben findet der Veränderungsprozess zur Renaturierung der Seseke statt, reißen Bagger die Betonplatten heraus und gestalten die Landschaft um. Besucher können von den Brücken in eine Art Terrarium auf liebevoll inszenierte Details des bald vergangenen Sesekekanals schauen.

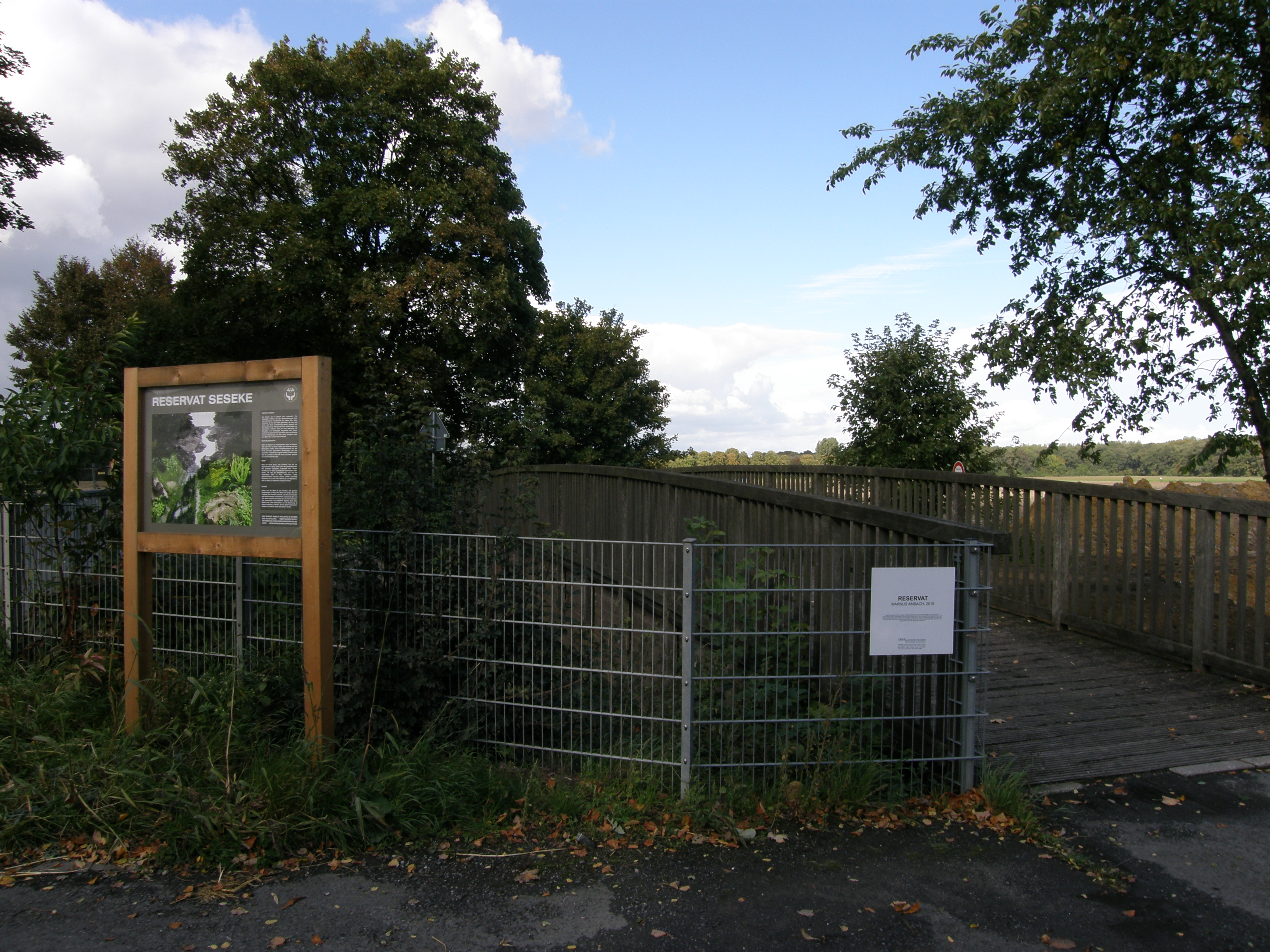
Hinweisschilder an den Brücken
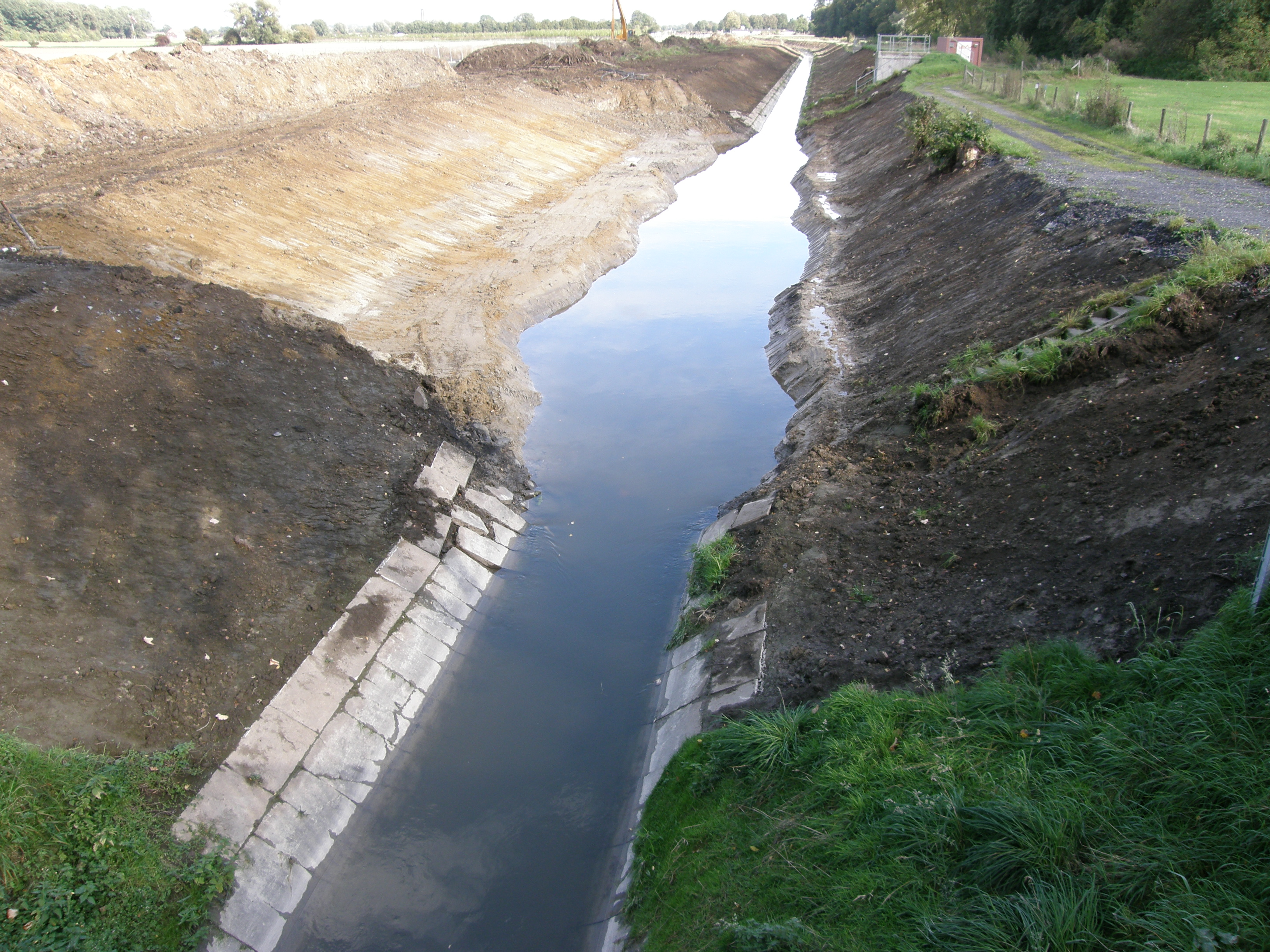
Übergang zwischen Reservat und Renaturierung
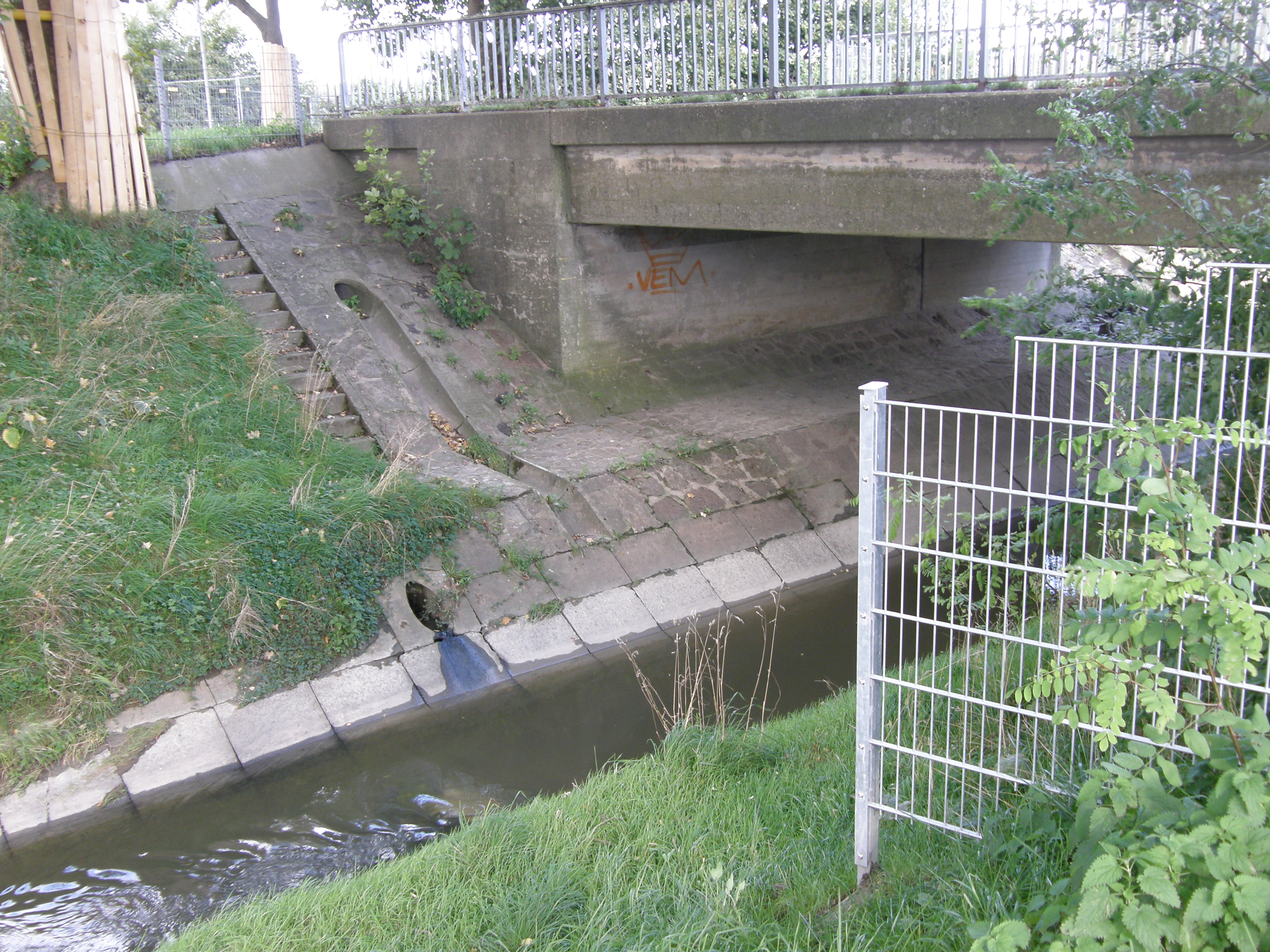
Reservat unter der Autobrücke
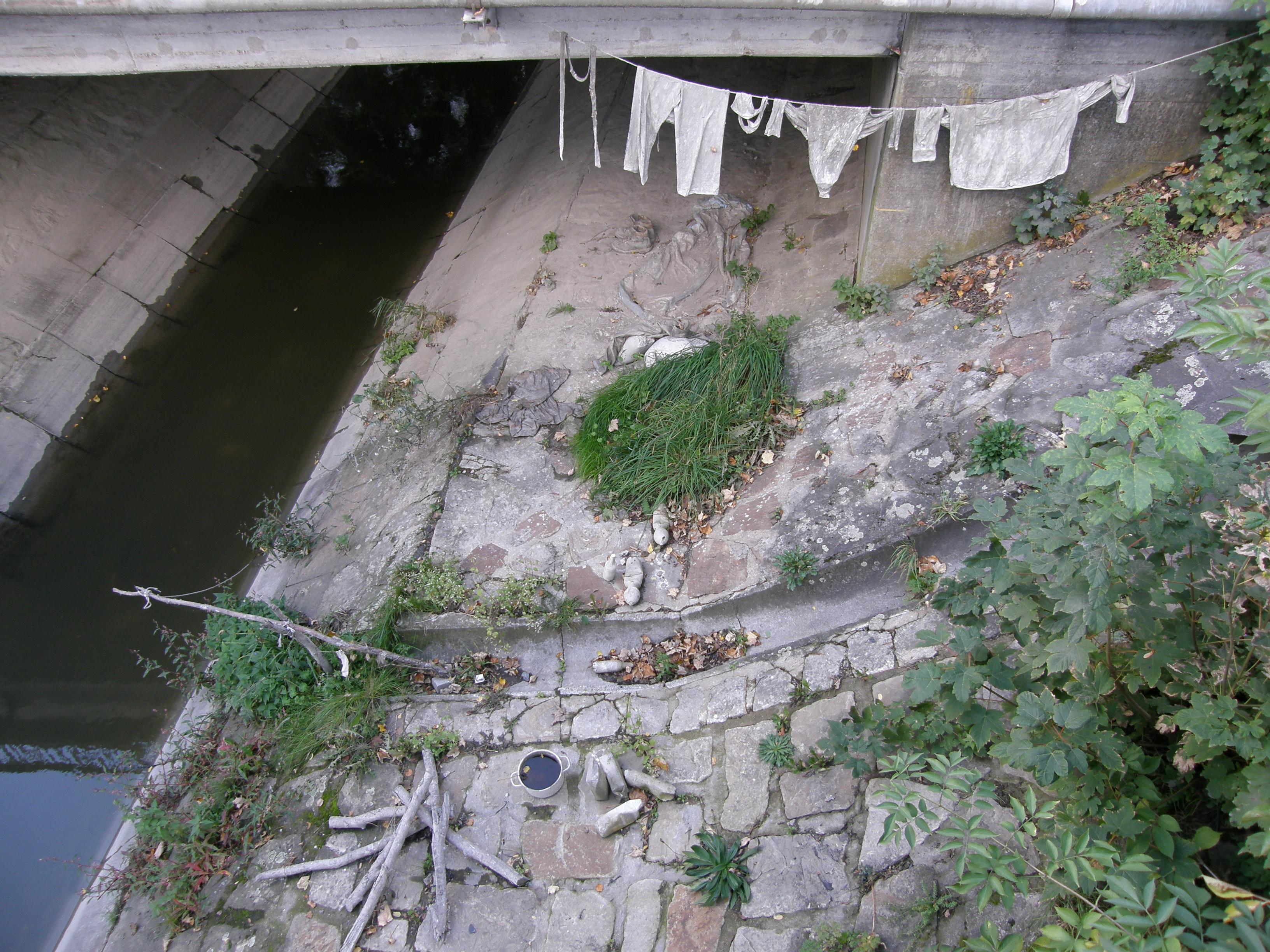
Inszenierte Details

Dieses temporäre Kunstwerk war 2010 zu sehen.

### Abnehmende Aussicht
Am Rexebach in Bönen hat Bogomir Ecker fünf funktionierende Laternen mit fünf roten Attrappen von Überwachungskameras nahe beieinander aufgestellt. Sie sind auf den Bach gerichtet, an dem kein Weg entlangführt. Die scheinbar sinnlose Anordnung wird von einer echten Kamera auf der Brücke gefilmt und zeitweise ins Internet übertragen. In diese Aufnahmen mischt der Künstler aber selbst komponierte Schnipsel ein und verändert so deren Realität. Der aus natürlichen und künstliche Elementen zusammengesetzte Bachlauf spiegelt sich so in der ebenfalls gemischt aufgebauten Webcam wider.

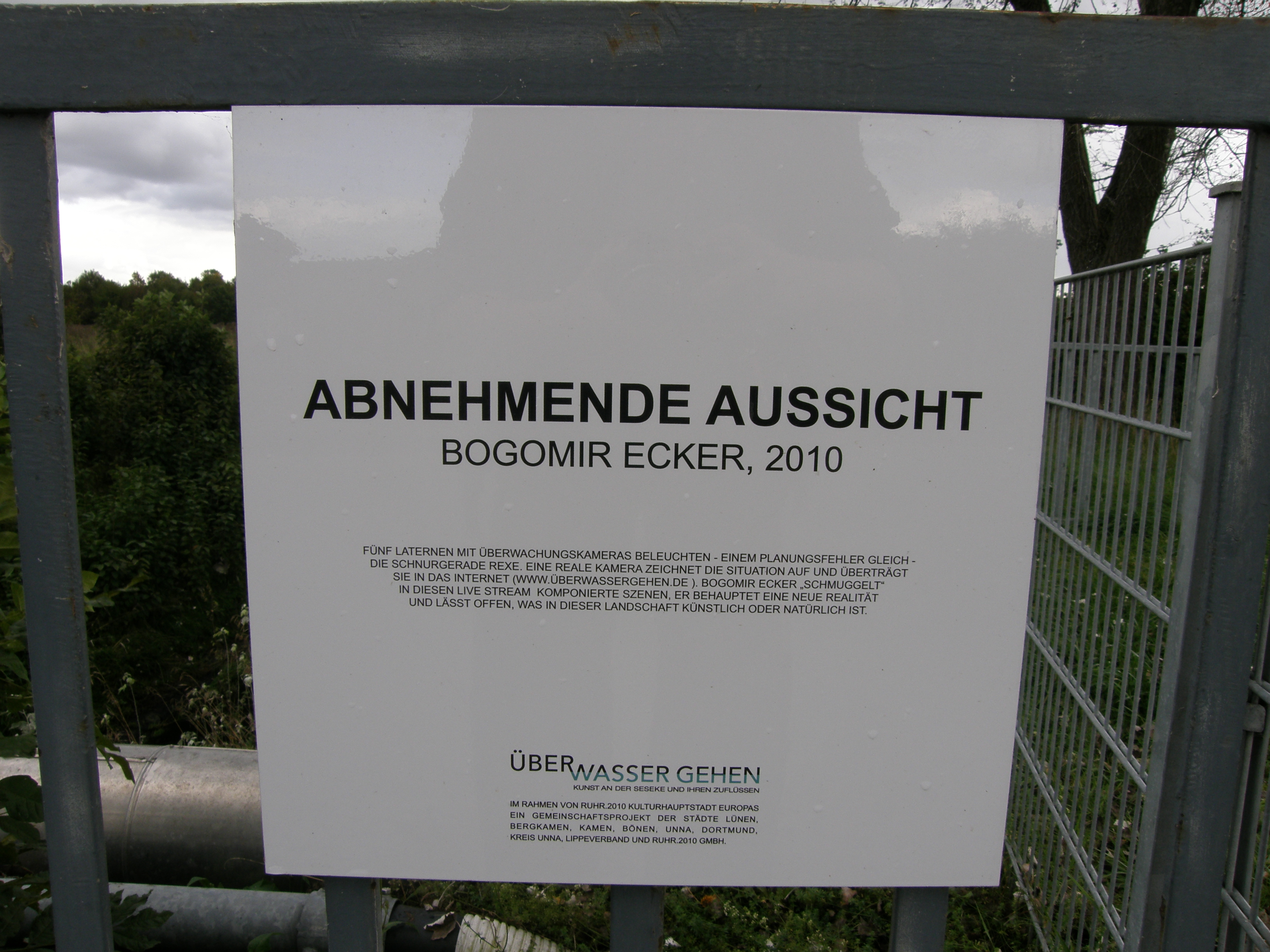
Typisches Infoschild
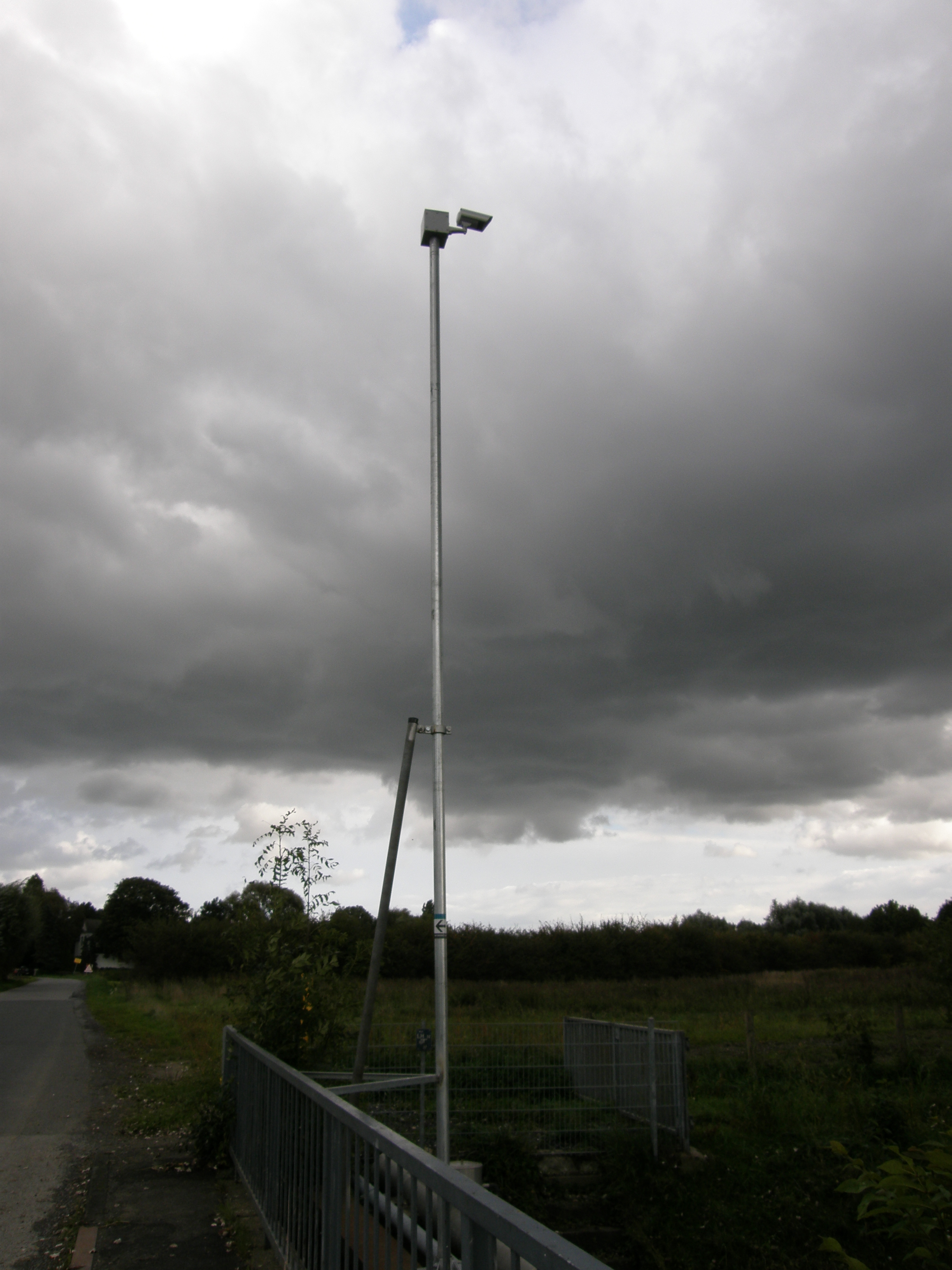
Die echte Kamera
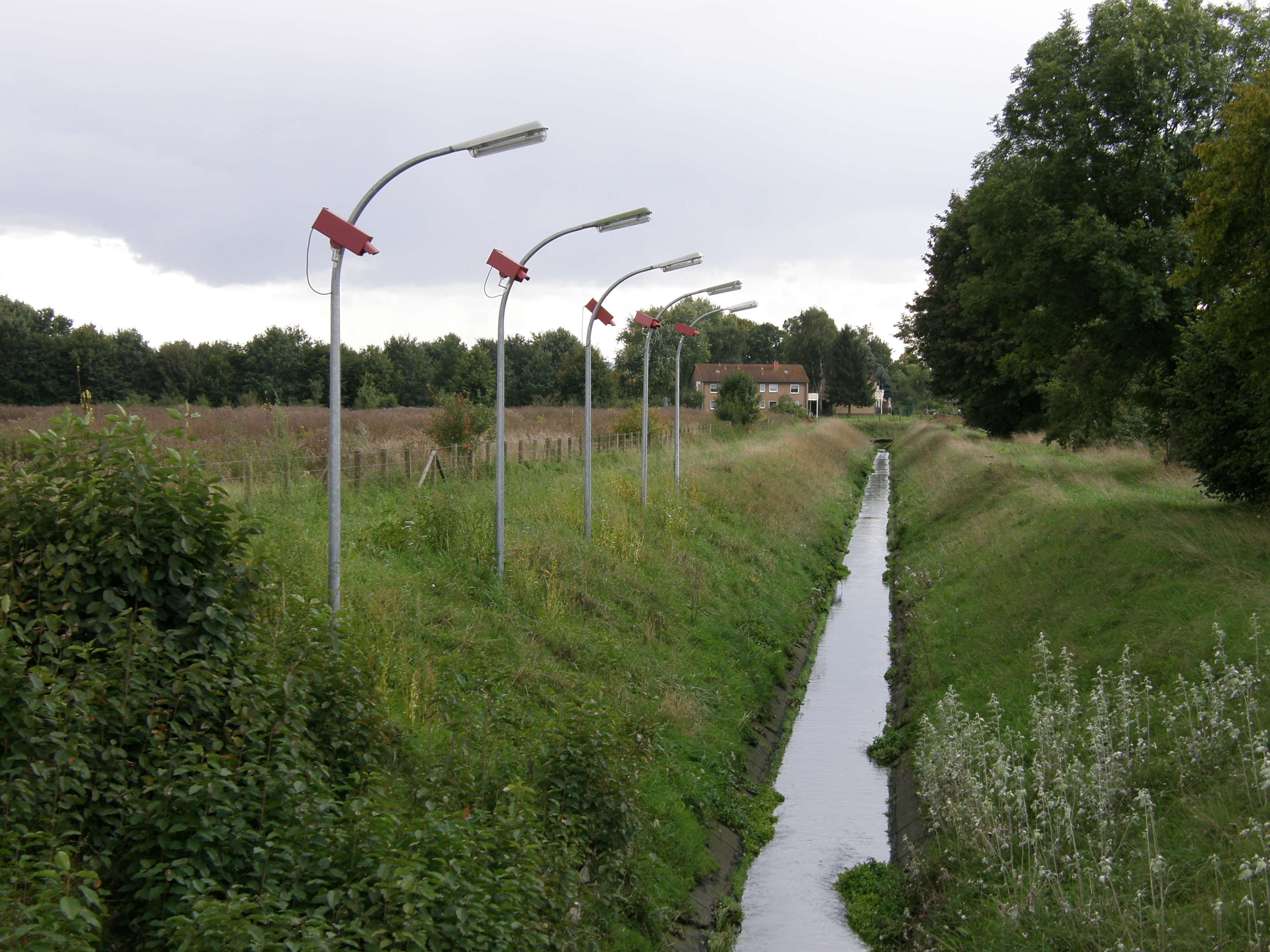
Laternen und Kameras am Bach

### Kahn
Der Kahn im Körnebach in Kamen fungiert als Ausstellungsort der Klasse Löbbert, einer Gruppe von Studenten der Kunstakademie Münster unter Leitung der Professoren Maik und Dirk Löbbert. Wöchentlich werden hier die Arbeiten der einzelnen Studenten platziert, beteiligt sind Michael Pohl, Su-Jin Do, Hae-Ryun Jeong, Nam-Hoon Kim, Stefanie Klingemann, Christian Bögelmann, Alexander Edisherov, Ail Hwang, Sara Dietrich, Marie Heiderich, Laura Schimmel, Ji-Hye Shin und Timo Panzer.

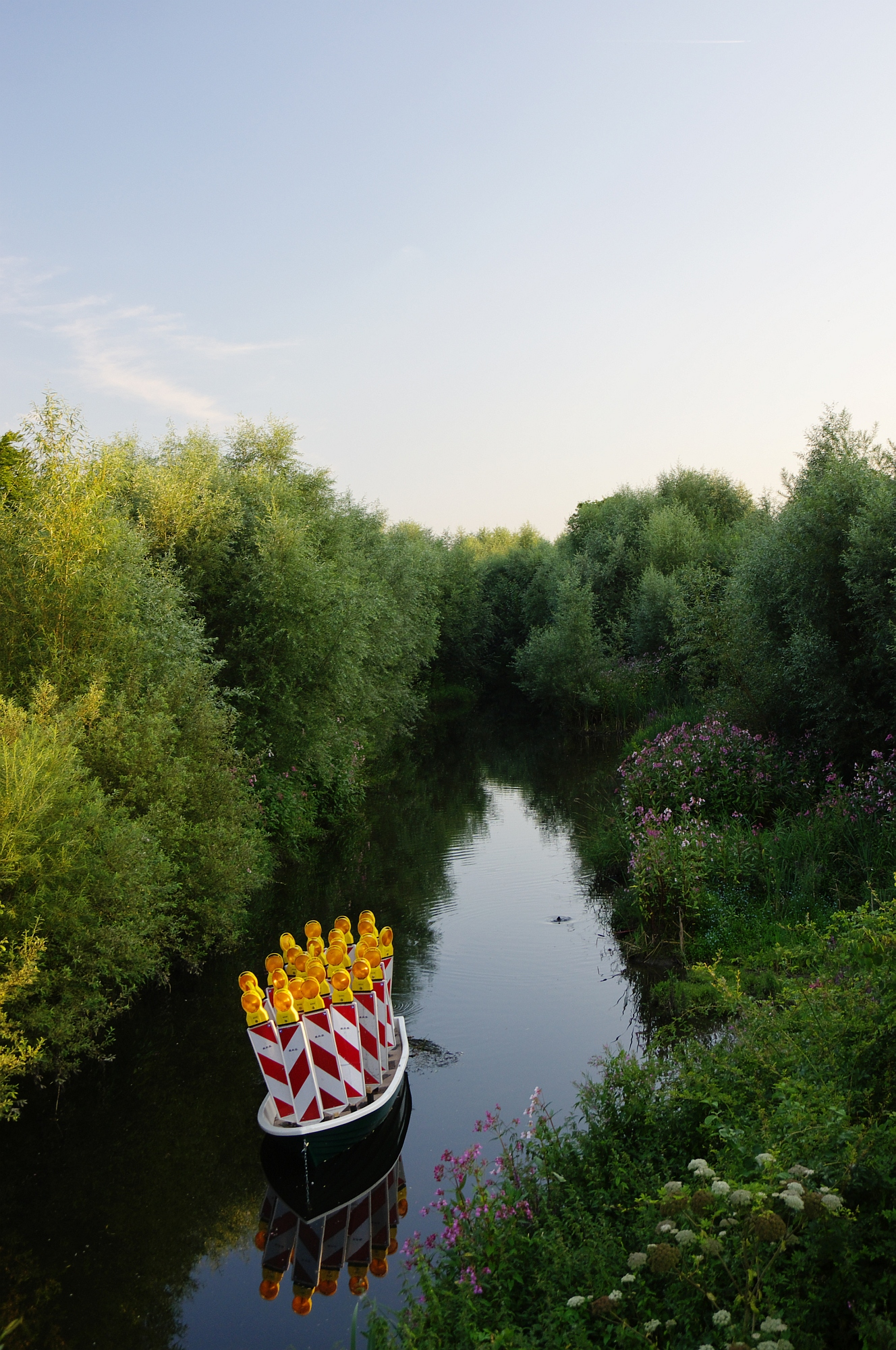
Kahn am 6. August 2010

Dieses temporäre Kunstwerk war 2010 zu sehen.

### Stufen zur Körne
Die polnische Künstlerin Danuta Karsten hat quadratische, circa ein Quadratmeter große Holzpodeste wie zufällig am Ufer des Körnebaches aufgestellt. Die Podeste sind genau waagerecht montiert und können als Stuhl, Tisch oder Steg interpretiert werden. Sie liefern einen neuen, freizeitorientierten Zugang zum Bach, insbesondere für die Schüler der nahen Grund- und Hauptschule und für die vorbeikommenden Radfahrer und Spaziergänger. In ihrer Gesamtheit wirken sie wie eine große Skulptur, wie Stufen zur Körne.

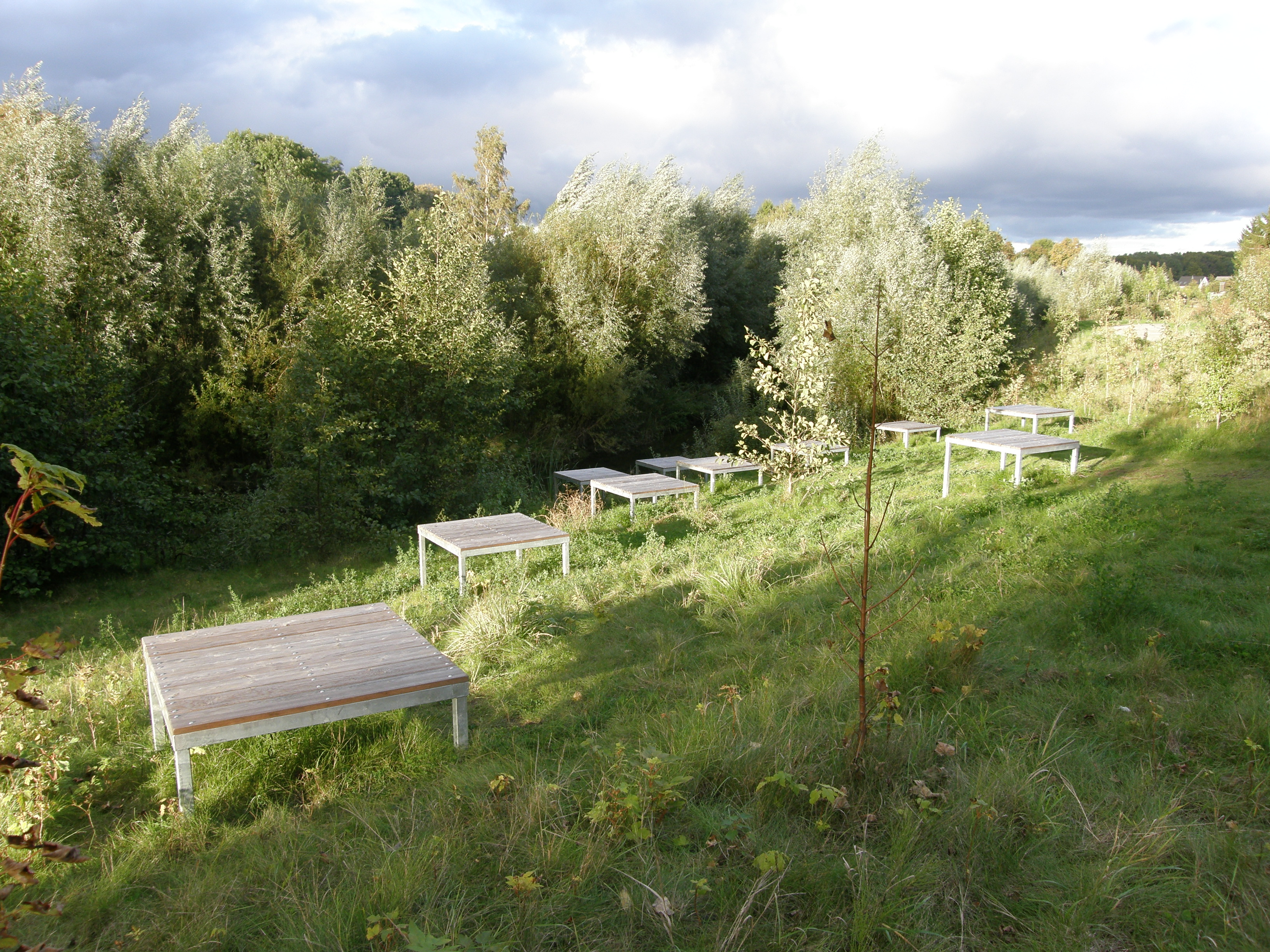
Blick vom Weg bis zum Bach
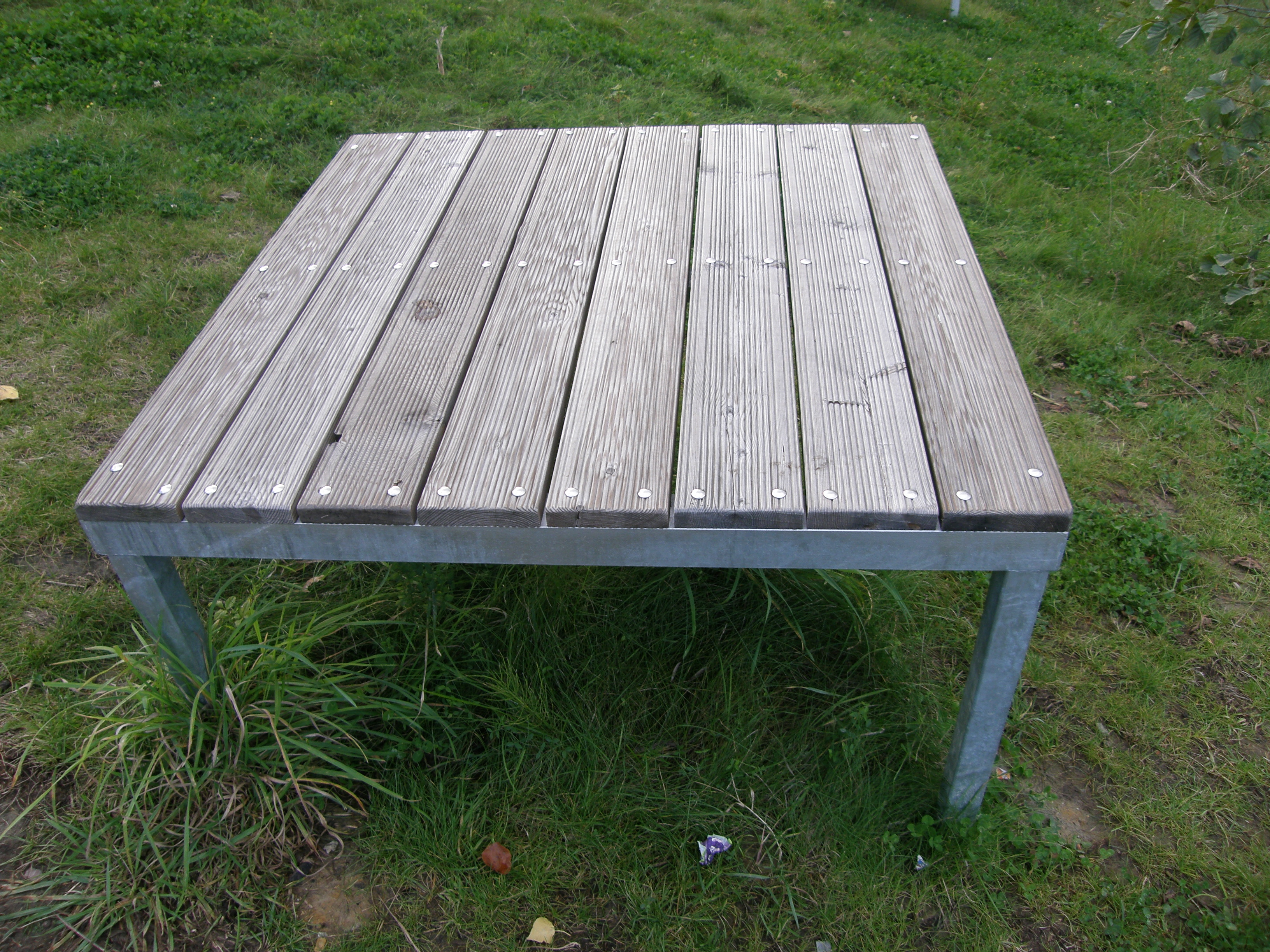
Einzelnes Objekt
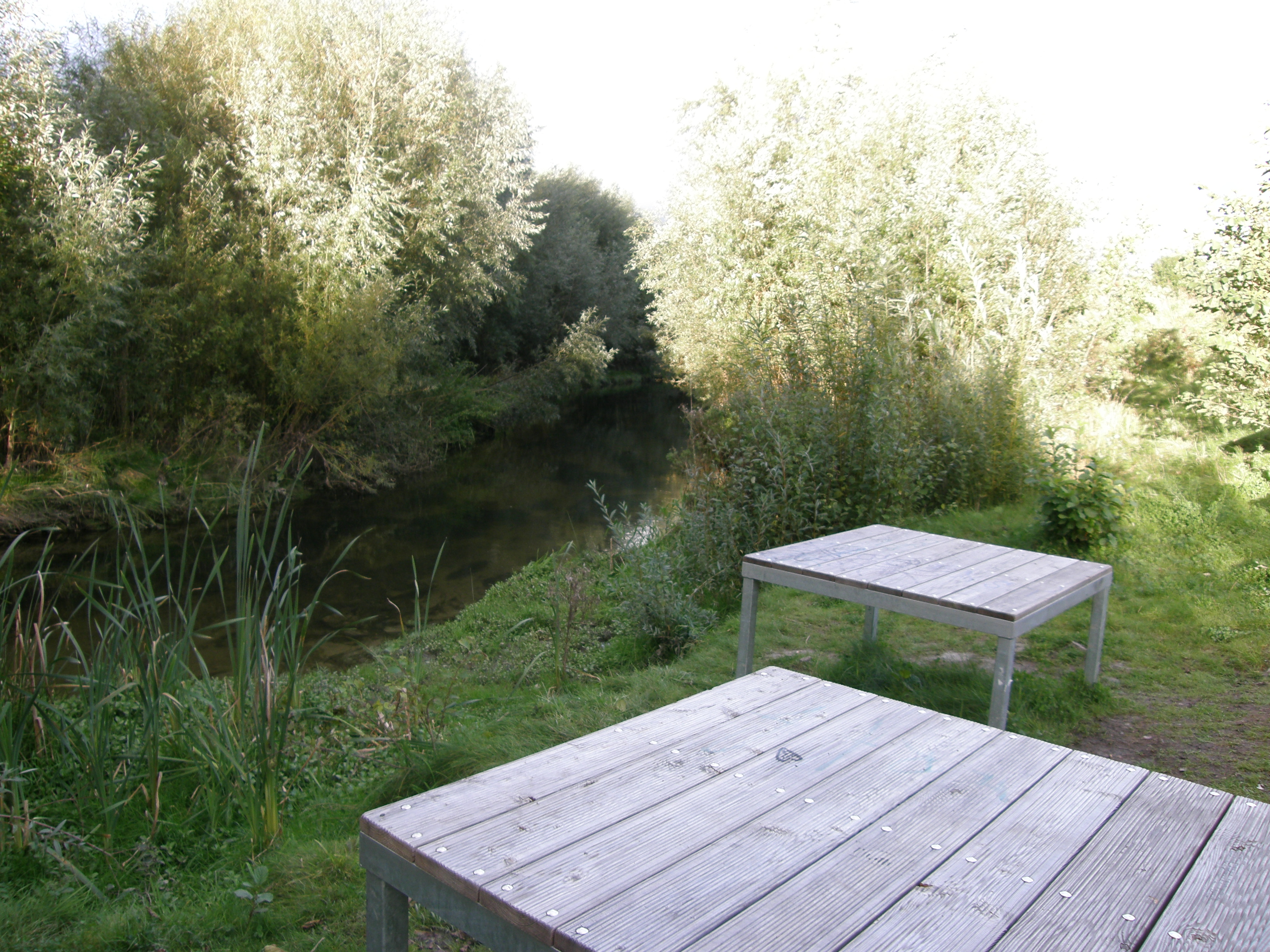
Objekte direkt am Bachlauf
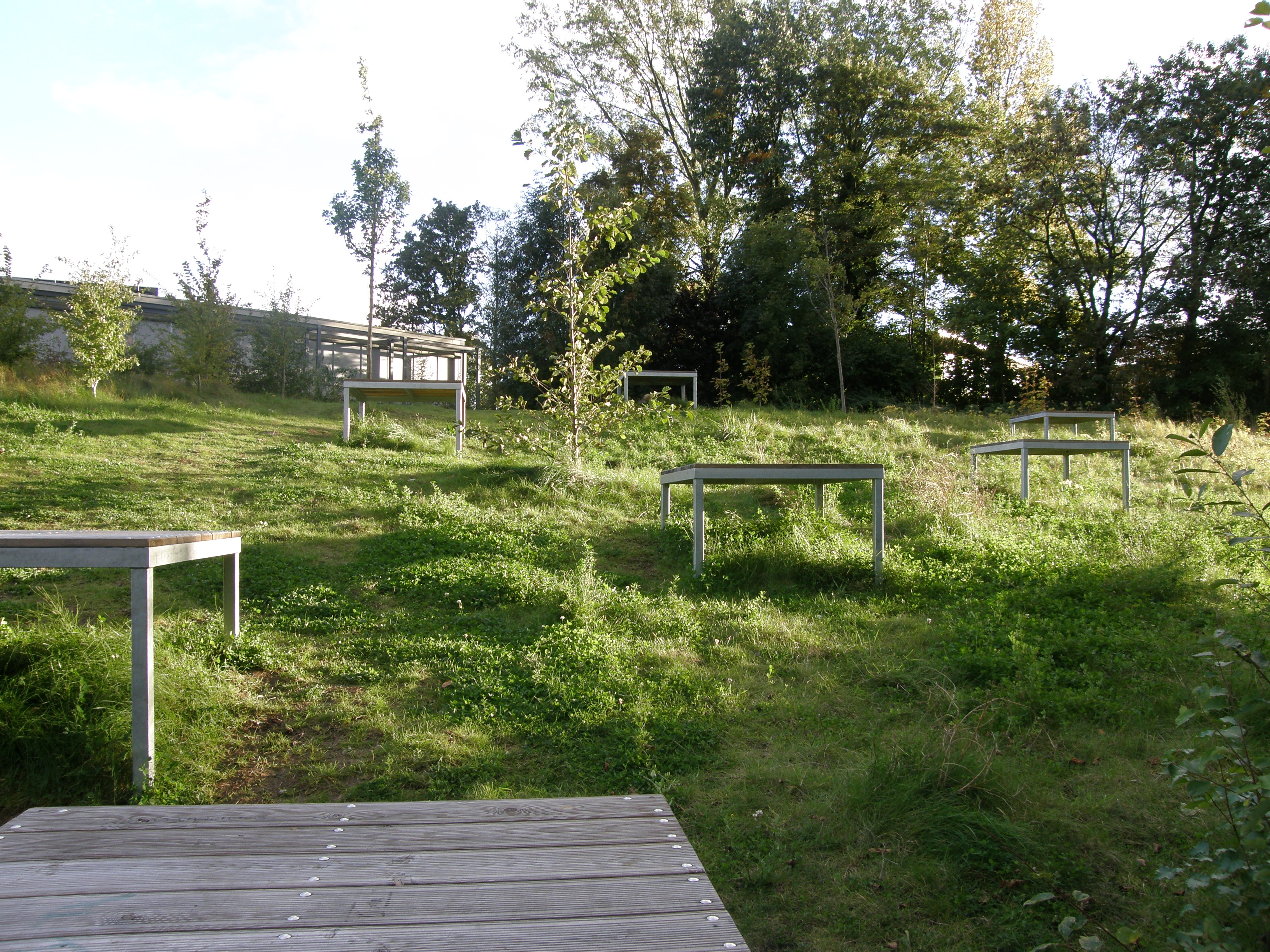
Blick von unten in Richtung Schulen

### Sichtungen gehörter Stille
Der Massener Bach in Unna-Afferde ist für Spaziergänger und Radfahrer praktisch unsichtbar hinter einer Reihe von Pappeln und Unterholz verborgen. Der Multimediakünstler Tom Groll will dies durch seine Installationen verändern und den Bach zurück in die Wahrnehmung der Menschen holen. Zwischen den Pappeln, vom Weg aus sichtbar und zugänglich, hat er Sofa, Bett und andere Kissenlandschaften aus Sandsäcken aufgebaut. Aus den Baumwipfeln erklingt eine Geräusch- und Musikinstallation, abends erscheint darin eine Lichtinstallation. Das Kunstobjekt wird noch bis Ende des Jahres 2010 am Ort verbleiben.

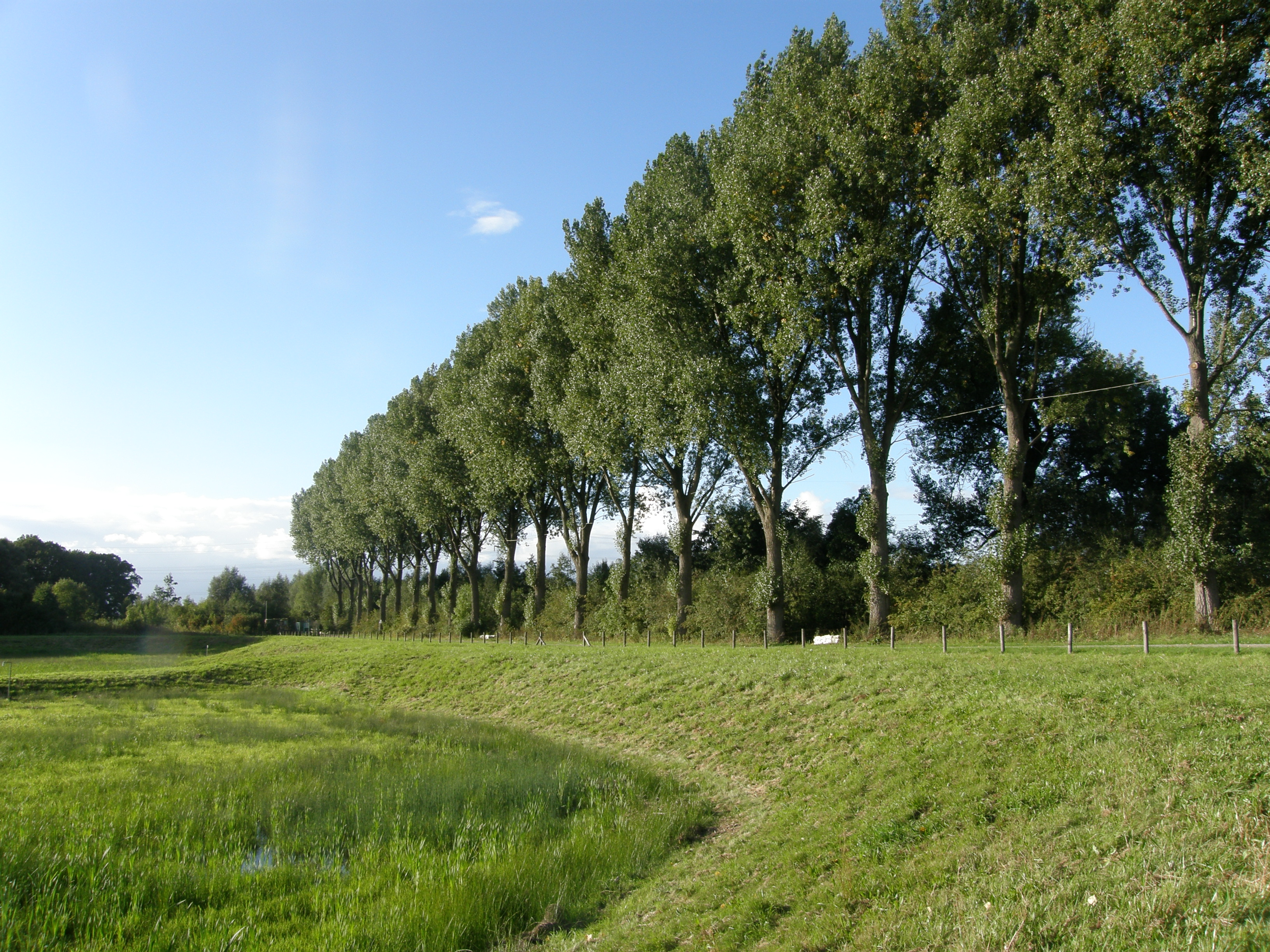
Pappelreihe mit Sofa
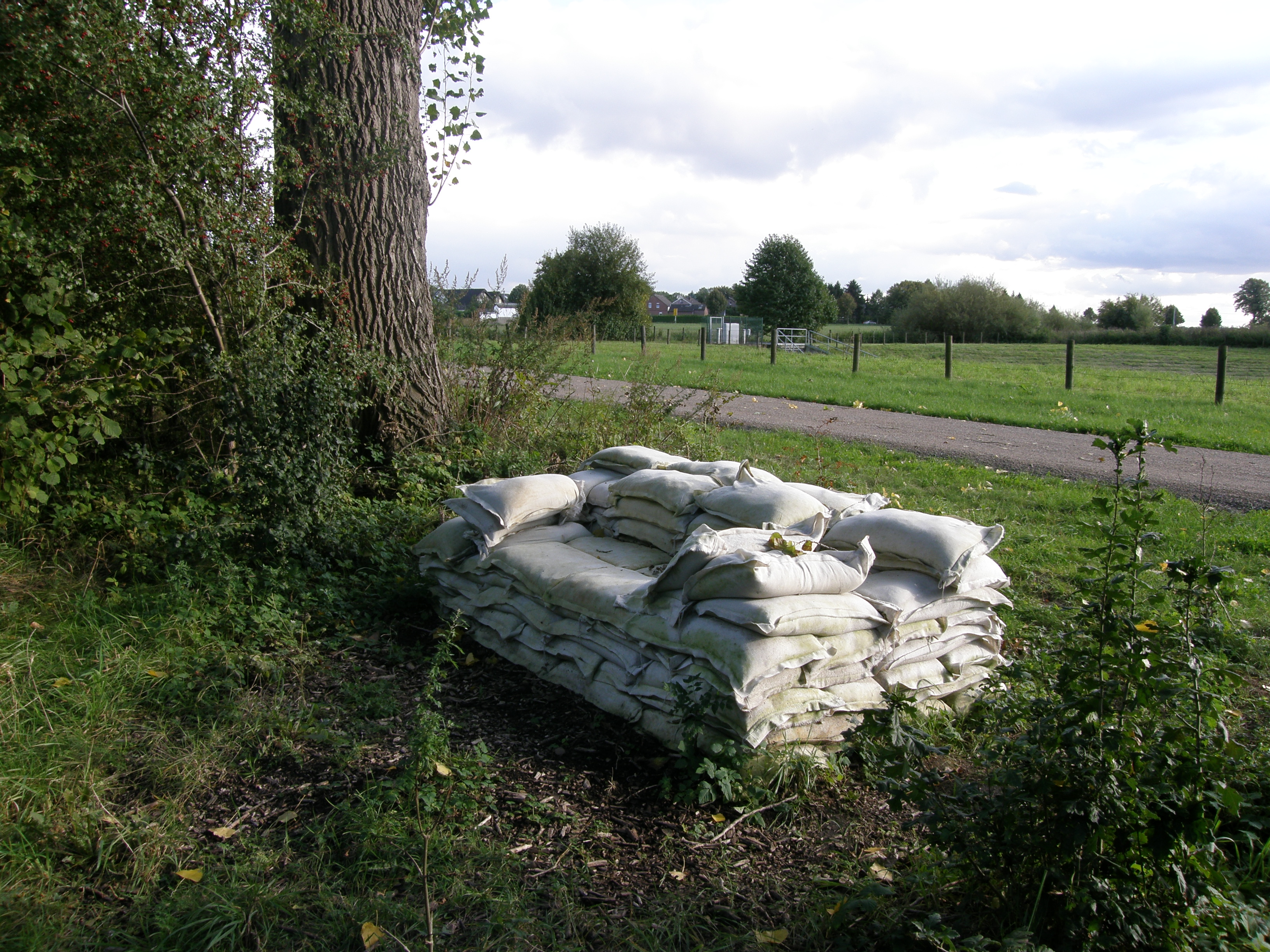
Eine der Kissenlandschaften
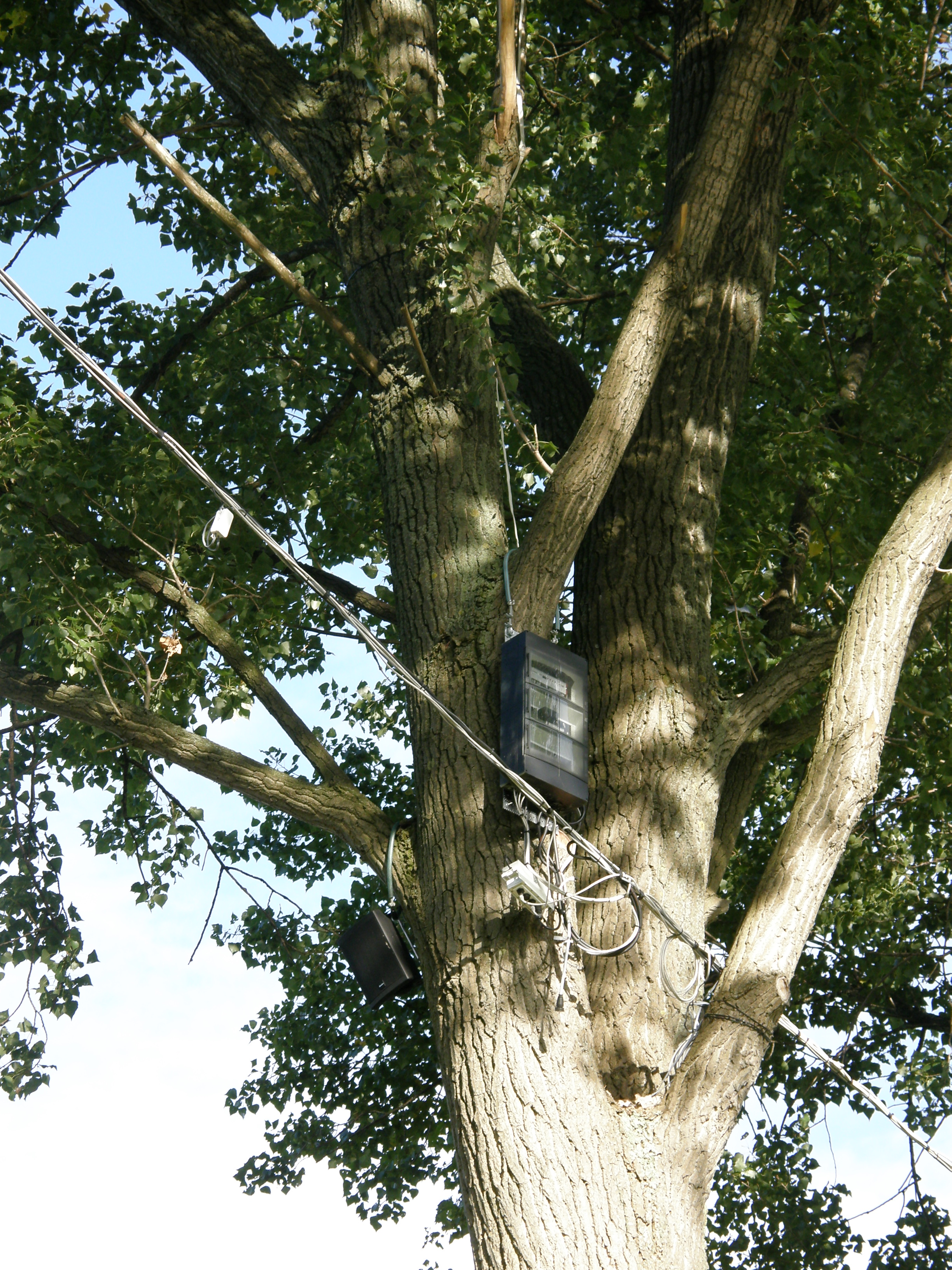
Lautsprecher in den Baumwipfeln
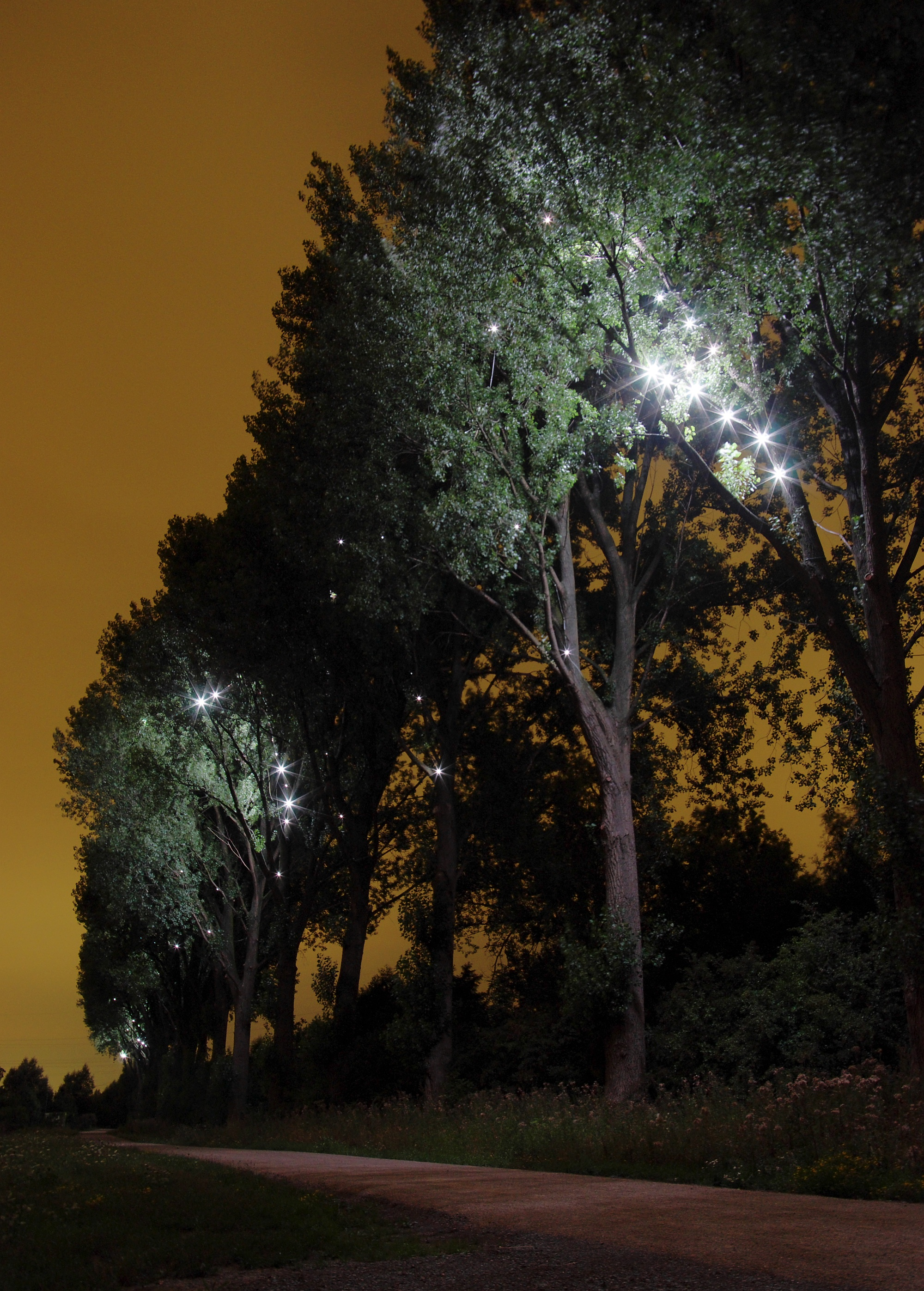
Lichtinszenierung am Abend

Dieses temporäre Kunstwerk war 2010 zu sehen.